# Storia degli ebrei in Italia

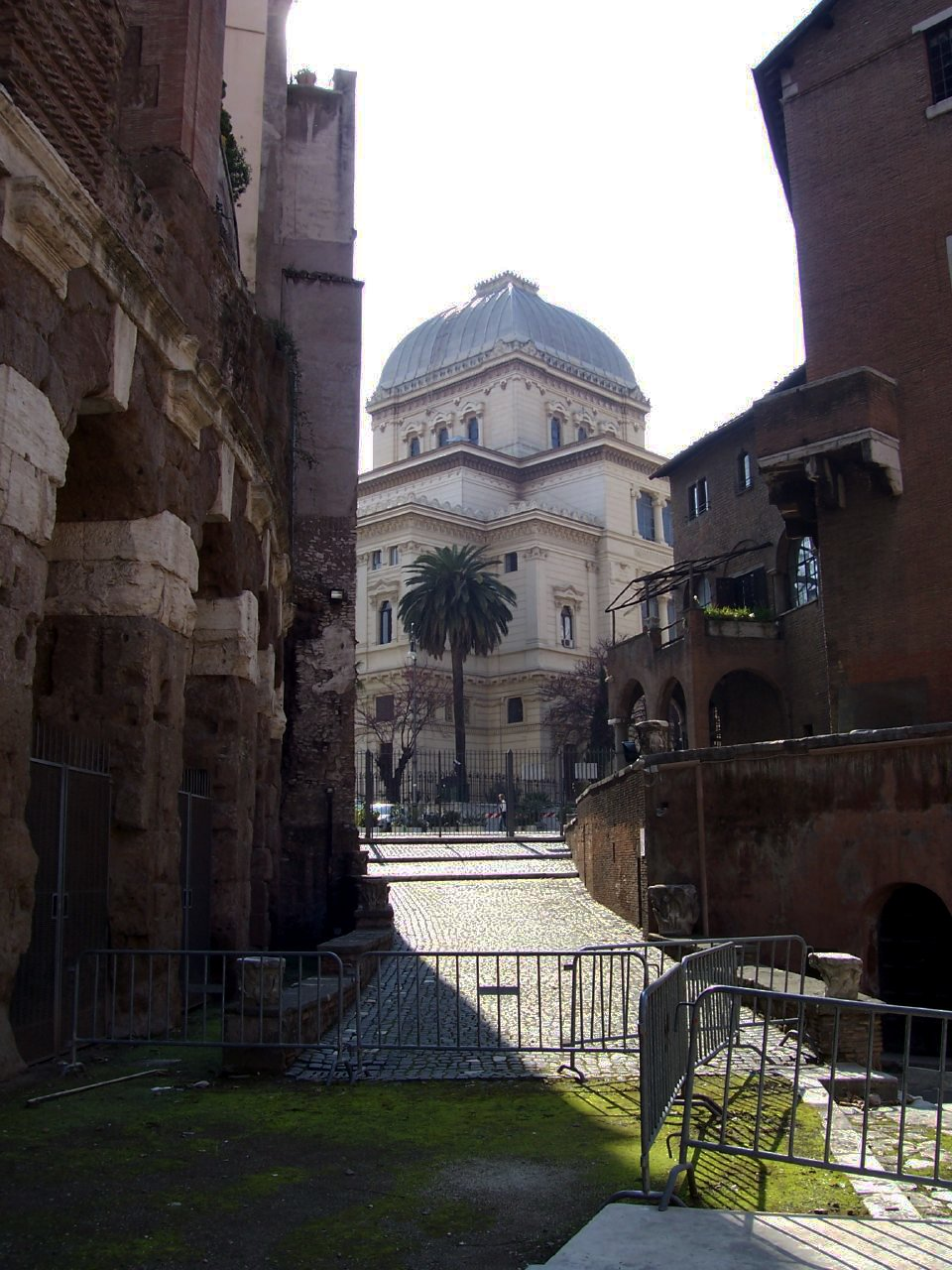
Tempio Maggiore di Roma

La storia degli ebrei in Italia tratta della storia degli ebrei e delle Comunità Ebraiche in Italia, che ha inizio nell'evo antico con la presenza di ebrei sul territorio italiano sin dai tempi pre-cristiani dell'Impero romano, e che è continuata nei secoli nonostante periodi di persecuzione, razzismo ed espulsioni che l'hanno colpita fino al XX secolo. La stima del 2007 presentata dallo American Jewish Yearbook (2007) fornisce le seguenti cifre demografiche a riguardo della popolazione ebraica in Italia: su una popolazione italiana di sessanta milioni di abitanti, la comunità ebraica rappresenta lo 0,075% ca. con un totale di 45.000 ebrei ca.

## Antichità

### Roma precristiana
I primi ebrei attestati in Italia furono gli ambasciatori inviati a Roma da Giuda Maccabeo nel 161 a.C: Eupòlemo, figlio di Giovanni, figlio di Accos, e Giasone, figlio di Eleàzaro (1 Maccabei 8:17-20). Secondo il Primo libro dei Maccabei, costoro firmarono un trattato con il Senato romano, sebbene gli studiosi moderni sostengano che tale ambasciata non avvenne.
Si conosce con più certezza che un'ambasciata fu successivamente da Simone Maccabeo a Roma per rafforzare l'alleanza con i Romani contro il Regno ellenistico seleucida. Gli ambasciatori ricevettero un'accoglienza cordiale dai loro correligionari già residenti a Roma.
Un gran numero di ebrei vivevano a Roma anche durante la tarda epoca romana repubblicana. Erano in gran parte di lingua greca e poveri. Poiché Roma aveva aumentato i contatti e i rapporti militari/commerciali con il Levante di lingua greca, durante il secondo e primo secolo p.e.v. molti Greci, e anche numerosi ebrei, erano venuti a Roma come mercanti o portati lì come schiavi.
I romani sembrano aver visto gli ebrei come seguaci di particolari usanze religiose retrograde, ma l'antisemitismo come venne conosciuto nel mondo cristiano e islamico non esisteva. Nonostante il loro disprezzo, i romani riconoscevano e rispettavano l'antichità della loro religione e la fama del loro Tempio a Gerusalemme (Tempio di Erode). Molti romani non conoscevano molto dell'Ebraismo, compreso l'imperatore Augusto che, secondo il suo biografo Svetonio, pensava che gli ebrei digiunassero durante lo Shabbat. Giulio Cesare era noto come grande amico degli ebrei, e questi furono tra i primi a deprecare il suo assassinio.

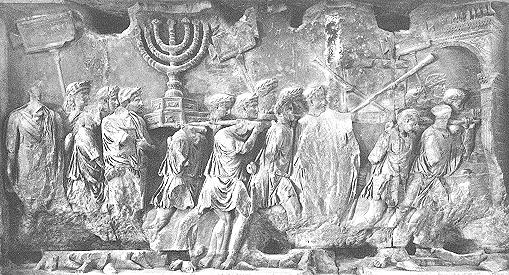
I tesori di Gerusalemme (particolare dell'Arco di Tito).

A Roma la comunità era notevolmente organizzata e guidata da capi chiamati άρχοντες (arconti); o γερουσιάρχοι (gherousiarcoi). Gli ebrei mantenevano a Roma numerose sinagoghe, la cui guida spirituale si chiamava αρχισυνάγωγος (archisunagogos). Le loro lapidi tombali, generalmente in greco, con alcune in ebraico/aramaico o latino, erano decorate con menorah rituali (candelabro a sette bracci).
Gli ebrei della Roma precristiana erano molto attivi nel proselitizzare i romani, con un numero crescente di veri e propri convertiti all'Ebraismo e persistenti schiere di coloro che adottavano alcune pratiche e credenze ebraiche e fede nel Dio ebraico, senza in realtà convertirsi.
Il destino degli ebrei a Roma e in Italia oscillava, con espulsioni parziali attuate sotto gli imperatori Tiberio e Claudio. Dopo le guerre giudaiche del 66 e 132 e.v., molti ebrei della Giudea furono portati a Roma come schiavi (di norma nel mondo antico i prigionieri di guerra e abitanti di città sconfitte venivano venduti come schiavi). Queste rivolte causarono crescenti ostilità ufficiali dal regno di Vespasiano in poi. Il provvedimento più grave preso contro gli ebrei fu il Fiscus iudaicus, che era una tassa richiesta a tutti gli ebrei dell'Impero romano. La nuova imposta sostituiva la decima, che in precedenza veniva inviata al Tempio di Gerusalemme (distrutto dai romani nel 70 e.v.), ed era invece versata al tempio di Jupiter Optimus Maximus a Roma.
Oltre a Roma, esistevano in questo periodo diverse comunità ebraiche nell'Italia meridionale. Ad esempio, le regioni di Sicilia, Calabria e Puglia avevano popolazioni ebraiche ben consolidate.

### Tarda antichità

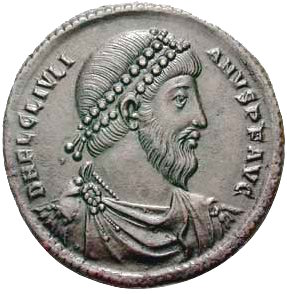
L'imperatore Flavio Claudio Giuliano, detto l'Apostata dai cristiani, favorevole agli ebrei.

Con la promozione del cristianesimo a religione legale dell'Impero romano da parte di Costantino I nel 313 (Editto di Milano), la posizione degli ebrei in Italia e in tutto l'impero declinò rapidamente e drammaticamente. Costantino stabilì leggi oppressive per gli ebrei, ma queste furono a loro volta abolite da Flavio Claudio Giuliano, che mostrò il suo favore verso gli ebrei al punto di permettere che riprendessero il loro progetto di ricostruire il Tempio di Gerusalemme. Questa concessione fu però revocata dal suo successore, che era cristiano; dopodiché l'oppressione crebbe considerevolmente. Il Cristianesimo niceno fu adottato come "Chiesa di Stato" dell'Impero Romano nel 380, poco prima della caduta dell'Impero d'Occidente.
Al momento della fondazione del dominio ostrogoto sotto Teodorico (493 - 526), esistevano fiorenti comunità di ebrei a Roma, Milano, Genova, Palermo, Messina, Agrigento e in Sardegna. I papi del periodo non erano seriamente ostili agli ebrei, e questo spiega l'ardore con cui questi ultimi presero le armi a favore degli Ostrogoti contro le forze di Giustiniano, in particolare a Napoli, dove la strenua difesa della città fu sostenuta quasi interamente da ebrei. Dopo il fallimento dei vari tentativi di rendere l'Italia una provincia dell'Impero Bizantino, gli ebrei dovettero soffrire una forte oppressione dall'Esarca di Ravenna, ma dopo un certo lasso di tempo la maggior parte dell'Italia venne dominata dai Longobardi (568 - 774), sotto i quali vissero in pace.
In effetti, i Longobardi non approvarono leggi speciali rispetto agli ebrei. Anche dopo che i Longobardi abbracciarono il cattolicesimo, la condizione degli ebrei rimase sempre favorevole, perché i papi di quel tempo non solo non li perseguitarono, ma garantirono loro una certa protezione. Papa Gregorio I li trattò con molta considerazione, e sotto i suoi successori la condizione degli ebrei non peggiorò; lo stesso avvenne nei diversi Stati più piccoli in cui era divisa l'Italia. Sia i papi e tali Stati erano così assorti in continue discordie interne ed esterne, che gli ebrei furono lasciati in pace. In ogni singolo Stato d'Italia una certa protezione venne concessa agli ebrei al fine di assicurarsi i vantaggi delle loro imprese commerciali. Il fatto che gli storici di questo periodo fanno scarsa menzione degli ebrei, suggerisce che la loro condizione era tollerabile.

## Medioevo

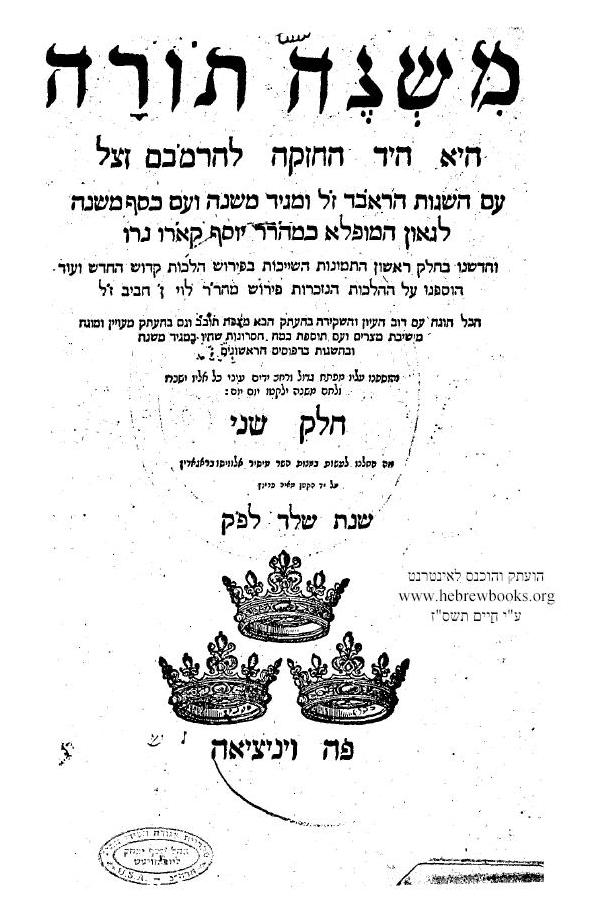
La Mishneh Torah di Maimonide, pubblicata a Venezia, rist. 1575

Ci sono state molte espulsioni, tra cui quella di Trani nel 1380, e anche tutte le altre delle comunità ebraiche a sud di Roma e una breve espulsione da Bologna nel 1172. Un nipote del lessicografo Rabbi Nathan ben Jehiel fu impiegato in qualità di amministratore della proprietà di Papa Alessandro III, che dimostrò i suoi sentimenti amichevoli verso gli ebrei al Concilio Lateranense del 1179, in cui sconfisse le proposte di prelati ostili che sostenevano leggi antiebraiche. 
Sotto il dominio dei Normanni gli ebrei dell'Italia meridionale e della Sicilia godettero di libertà ancora maggiori, dato che vennero considerati uguali ai cristiani, e fu loro permesso di seguire qualsiasi carriera professionale; ebbero anche giurisdizione sui propri affari. Per esempio, il ghetto di Salerno godeva di ottima fama e rispetto (molti medici ebrei appartennero alla Scuola medica salernitana) ed aveva la più numerosa comunità ebrea nel meridione italiano (avendo oltre seicento membri intorno al 1167, secondo Beniamino da Tudela ). 
in nessuno stato le leggi canoniche contro gli ebrei erano così spesso ignorate come in Italia. Un papa del tardo Medioevo — Niccolò IV (1288-1292) e/o Bonifacio VIII (1294-1303) — ebbe come suo medico personale un ebreo, Isacco ben Mordecai, soprannominato Maestro Gajo.

### Produzione letteraria
Tra i primi ebrei d'Italia che hanno lasciato dietro di sé tracce della loro attività letteraria fu Shabbetai Donnolo (morto nel 982). Due secoli più tardi (1150) furono rinomati come poeti Shabbethai ben Mosè di Roma, suo figlio Jehiel Kalonymus, a suo tempo considerato come autorevole talmudista anche all'estero, e il rabbino Iechièl della famiglia Mansi (Anaw), anch'egli di Roma. Le loro composizioni sono piene di pensieri profondi, ma la loro dizione è piuttosto grezza. Nathan, figlio del suddetto Rabbi Iechièl, è stato autore di un lessico talmudico ("'Aruk"), diventato la chiave per lo studio del Talmud.
Solomon ben Abraham ibn Parhon, durante il suo soggiorno a Salerno, compilò a un dizionario ebraico che favorì lo studio dell'esegesi biblica tra gli ebrei italiani. Nel complesso, tuttavia, la cultura ebraica non era in una condizione fiorente: l'unico autore liturgico di merito fu Joab ben Solomon, del quale esistono alcune composizioni. Verso la seconda metà del XIII secolo apparvero segni di una migliore cultura ebraica e di uno studio più profondo del Talmud: Isaia di Trani il Vecchio (1232-1279), alta autorità talmudica, fu l'autore di molti responsa celebrati; Davide, suo figlio, e Isaia di Trani il Giovane, suo nipote, seguirono le sue orme, come fecero i loro discendenti fino alla fine del XVII secolo. Meïr ben Mosè ha presiedette un'importante scuola talmudica di Roma e Abraham ben Joseph una su Pesaro. A Roma due medici famosi, Abramo e Iechièl, discendenti di Nathan ben Iechièl, insegnarono il Talmud. Una delle donne di questa famiglia di talento, certa Paola dei Mansi, ottenne distinzione per la sua considerevole conoscenza biblica e talmudica, e inoltre trascrisse i commentari biblici in una calligrafia particolarmente bella.
In questo periodo il Sacro Romano Imperatore Federico II, ultimo degli Hohenstaufen, utilizzò gli ebrei per tradurre dell'arabo i trattati di filosofia e astronomia; tra questi scrittori si annoverano Judah Kohen di Toledo, in seguito della Toscana, e Jacob Anatoli della Provenza. Questo miglioramento culturale incoraggiante naturalmente portò allo studio delle opere di Maimonide, in particolare dell '"Guida dei perplessi (Moreh Nevukhim), lo scrittore preferito di Hillel di Verona (1220-1295). Quest'ultimo intellettuale e filosofo praticava medicina a Roma e in altre città italiane, e traduceva in ebraico diverse opere mediche. Lo spirito liberale degli scritti di Maimonide aveva altri devoti in Italia, ad esempio Shabbethai ben Solomon di Roma e Zerachia Ḥen di Barcellona, emigrato a Roma e che contribuì molto a diffondere la conoscenza delle sue opere. L'effetto di ciò sugli ebrei italiani fu evidente nel loro amore per la libertà di pensiero e la loro stima per la letteratura, così come nella loro adesione alla traduzione letterale dei testi biblici e la loro opposizione ai cabalisti fanatici e alle teorie mistiche. Tra gli appassionati di queste teorie c'era Immanuel ben Solomon di Roma (noto come Immanuel Romano), amico del celebre Dante Alighieri. La discordia tra i seguaci di Maimonide e i suoi avversari crearono gravi danni agli interessi dell'Ebraismo.
La coltivazione della poesia in Italia al tempo di Dante influenzò anche gli ebrei. I ricchi e i potenti, in parte per sincero interesse, in parte per obbedienza allo spirito dei tempi, divennero patroni di scrittori ebrei, inducendo in tal modo la massima attività da parte loro. Tale attività fu particolarmente evidente a Roma, dove sorse una nuova corrente poetica ebraica, soprattutto con le opere di Leo Romano, traduttore degli scritti di Tommaso d'Aquino e autore di meritevoli opere esegetiche; con Giuda Siciliano, uno scrittore di prosa rimata; con Kalonymus ben Kalonymus, un famoso poeta satirico; e in particolare col succitato Immanuel. Su iniziativa della comunità romana, fu eseguita una traduzione in ebraico del commentario in arabo della Mishnah di Maimonide. A questo punto, papa Giovanni XXII stava per pronunciare un bando contro gli ebrei di Roma. Gli ebrei istituirono quindi un giorno di digiuno e di preghiera pubblica per fare appello all'assistenza divina. Re Roberto I di Napoli, che favoriva gli ebrei, mandò un inviato al papa ad Avignone, e riuscì ad evitare questo grave pericolo. Immanuel descrisse questo inviato come una persona di molto merito e di grande cultura. Questo periodo della letteratura ebraica in Italia è uno di notevole splendore. Dopo Immanuel non ci furono altri scrittori ebrei d'importanza fino a Mosè ben Isaac da Rieti (1388).

### Peggioramento delle condizioni sotto Innocenzo III

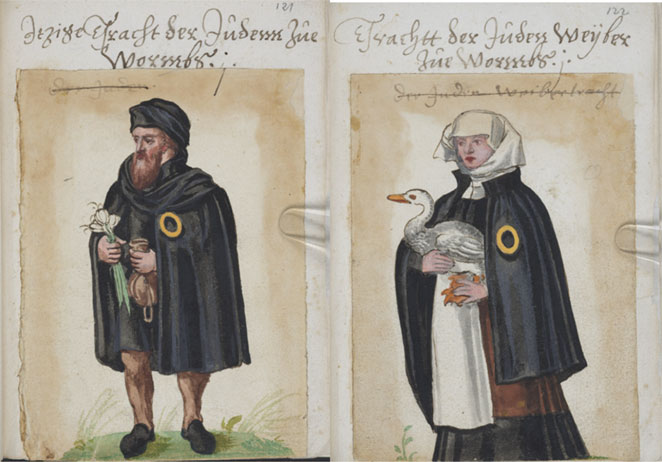
Ebrei con il distintivo giallo: l'uomo tiene in mano un borsello di denaro e dei bulbi d'aglio, entrambi spesso raffigurati nei ritratti di ebrei.

La posizione degli ebrei in Italia peggiorò notevolmente sotto il pontificato di Innocenzo III (1198-1216). Questo papa minacciò di scomunica coloro che ponevano o mantenevano ebrei in cariche pubbliche, e insistette sul fatto che qualsiasi ebreo fosse impiegato in uffici amministrativi o privati venisse licenziato. L'insulto più profondo però fu l'ordine che ogni ebreo dovesse indossare sempre, e in evidenza, uno speciale distintivo giallo ("rouelle"). Nel 1235 papa Gregorio IX emise la prima bolla pontificia contro l'"Accusa del sangue". Altri papi seguirono il suo esempio, particolarmente Innocenzo IV nel 1247, Gregorio X nel 1272, Clemente VI nel 1348, Gregorio XI nel 1371, Martino V nel 1422, Niccolò V nel 1447, Sisto V nel 1475, Paolo III nel 1540, e più tardi Alessandro VII, Clemente XIII e Clemente XIV.

### Antipapa Benedetto XIII
Gli ebrei soffrirono molto per le persecuzioni implacabili dell'antipapa di Avignone Benedetto XIII e salutarono con gioia l'elezione del suo successore, Papa Martino V. Il sinodo convocato dagli ebrei a Bologna e continuato a Forlì, inviò una delegazione con regali costosi al nuovo papa, pregandolo di abolire le leggi oppressive promulgate da Benedetto e di concedere agli ebrei quei privilegi che erano stati concessi sotto i papi precedenti. La deputazione riuscì nella sua missione, ma il periodo di grazia fu breve, poiché il successore di Martino, Eugenio IV, in un primo momento ben disposto verso gli ebrei, in ultima analisi riattivò tutte le leggi restrittive emanate da Benedetto. In Italia, tuttavia, la sua bolla fu generalmente ignorata. I grandi centri, come ad esempio Venezia, Firenze, Genova e Pisa, si resero conto che i loro interessi commerciali erano più importante degli affari dei capi spirituali della Chiesa, e di conseguenza gli ebrei, molti dei quali erano banchieri e importanti mercanti, si ritrovarono in condizioni più che favorevoli. Diventò così facile per i banchieri ebrei di ottenere il permesso d'impiantare le proprie banche e di svolgere operazioni finanziarie. Tra l'altro, in un caso anche il vescovo di Mantova, in nome del papa, accordò il permesso ad ebrei di prestare denaro a interesse. Tutte le trattative bancarie della Toscana erano nelle mani di un ebreo, Iechièl di Pisa. La posizione influente di questo finanziere di successo fu di grande vantaggio per i suoi correligionari, al momento dell'esilio dalla Spagna.
Gli ebrei erano anche esperti medici, particolarmente apprezzati da nobili e regnanti. Guglielmo di Portaleone, medico di re Ferdinando I di Napoli e delle case ducali degli Sforza e Gonzaga, fu uno dei più abili di quel tempo e primo della lunga serie di medici illustri della sua famiglia.

## Primo periodo moderno

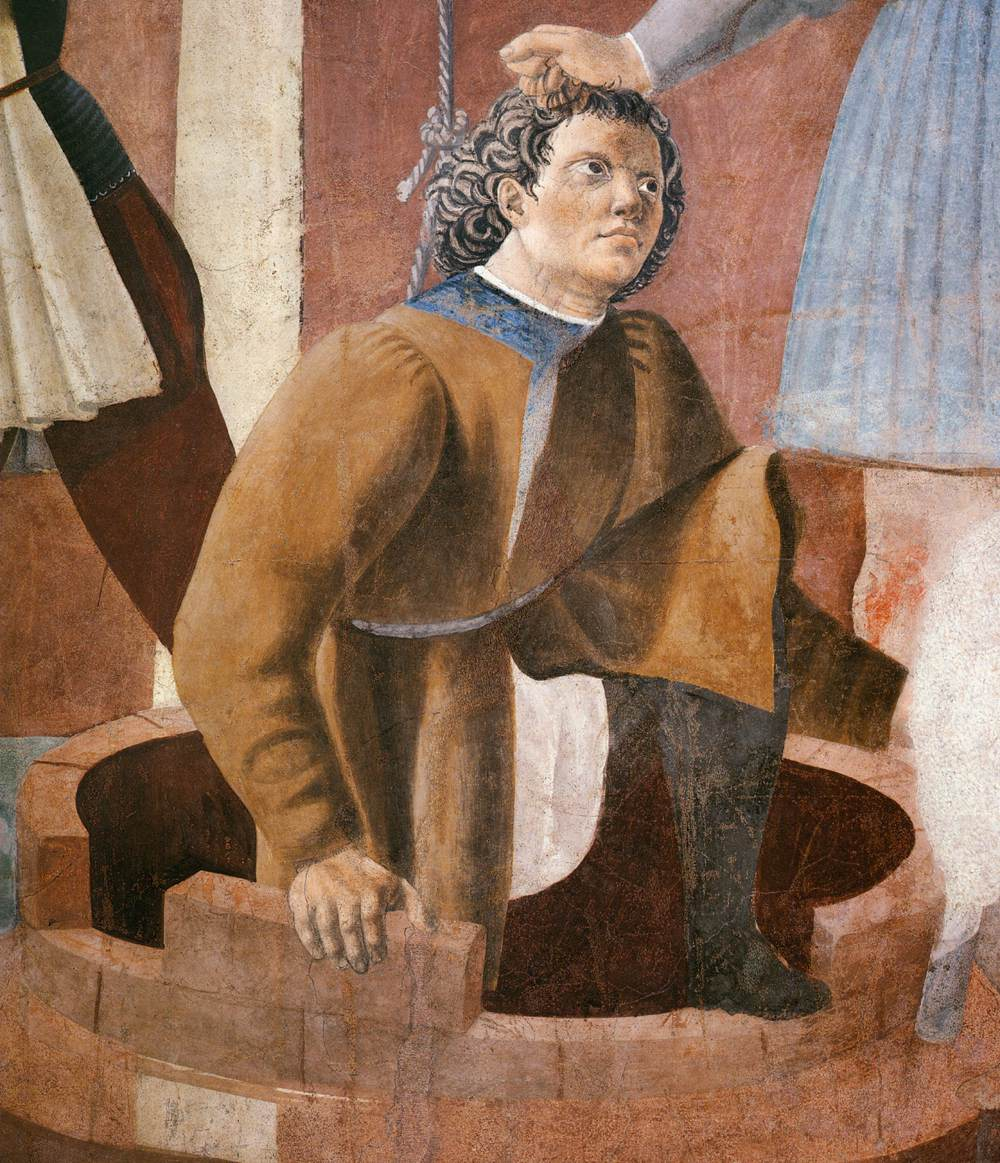
Tortura di Giuda Ciriaco (particolare), affresco di Piero Della Francesca,
Basilica di San Francesco (Arezzo), 1452-1466

### Espulsione dalla Sicilia
Verso la fine del XV secolo, gli ebrei in Italia erano complessivamente 70.000 su una popolazione totale di circa 8-10 milioni di persone, quindi appena lo 0,7% - 0,9% degli abitanti (in Spagna, su una popolazione globale eguale all'Italia, vi erano allora ben 200.000 ebrei), distribuiti in 52 comunità. Di questi, circa 30.000 abitavano in Sicilia.

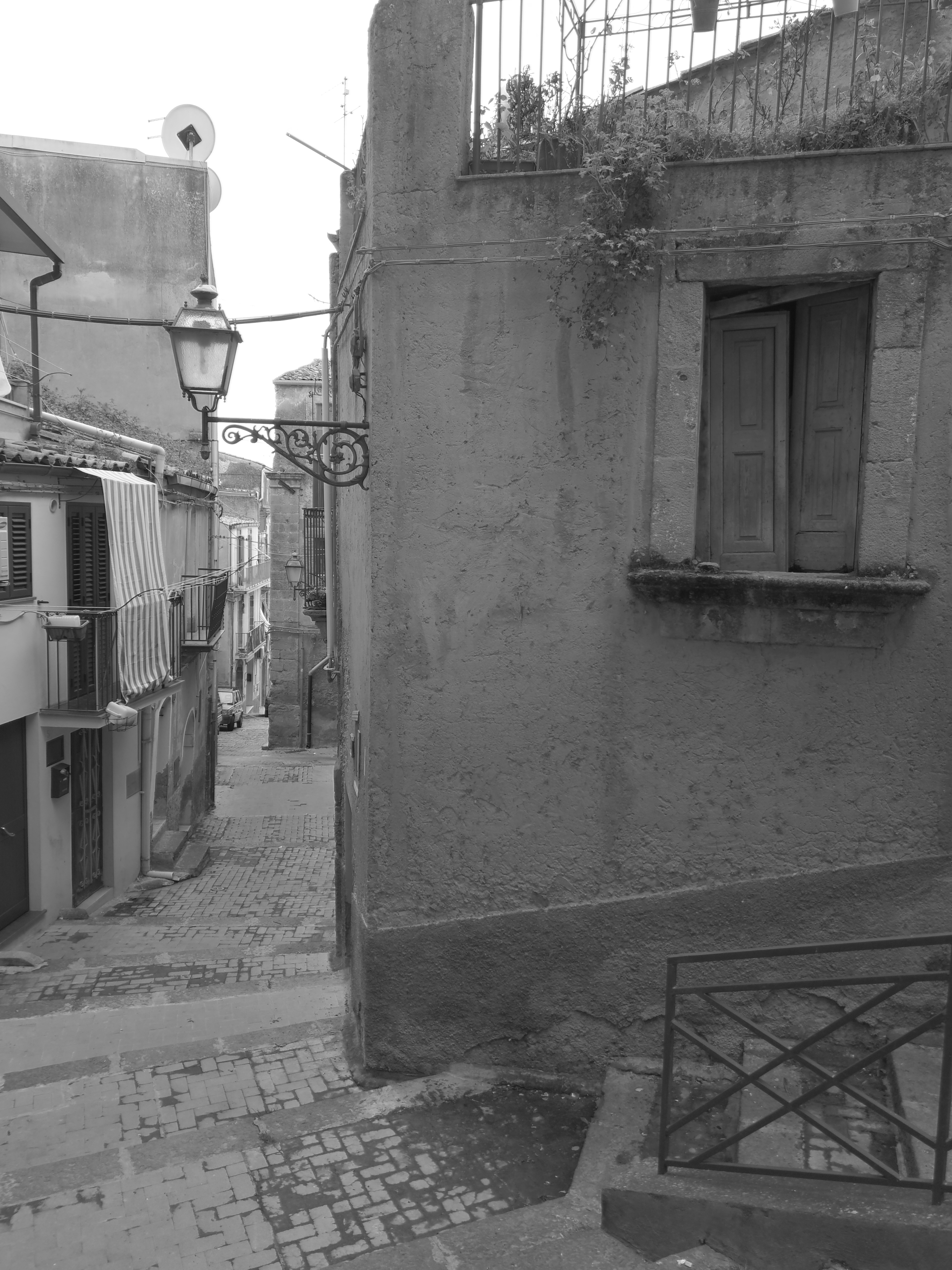
Ingresso della Giudecca di Caltagirone

Si stima che nel 1492 gli ebrei componessero tra il 3 e il 6% della popolazione della Sicilia. Molti ebrei siciliani inizialmente andarono in Calabria, che già aveva una comunità ebraica sin dal IV secolo. Nel 1524 gli ebrei furono espulsi dalla Calabria e nel 1540 da tutto il Regno di Napoli, poiché queste regioni caddero sotto il dominio degli spagnoli e furono oggetto dell'editto di espulsione dell'Inquisizione spagnola.
Ci fu uno spostamento graduale degli ebrei durante tutto il XVI secolo dal sud d'Italia verso il nord, con il peggioramento delle condizioni per gli ebrei a Roma dopo 1556 e a Venezia negli anni 1580. Molti ebrei da Venezia e aree circostanti emigrarono verso la Polonia e la Lituania in questo periodo.

### Profughi dalla Spagna

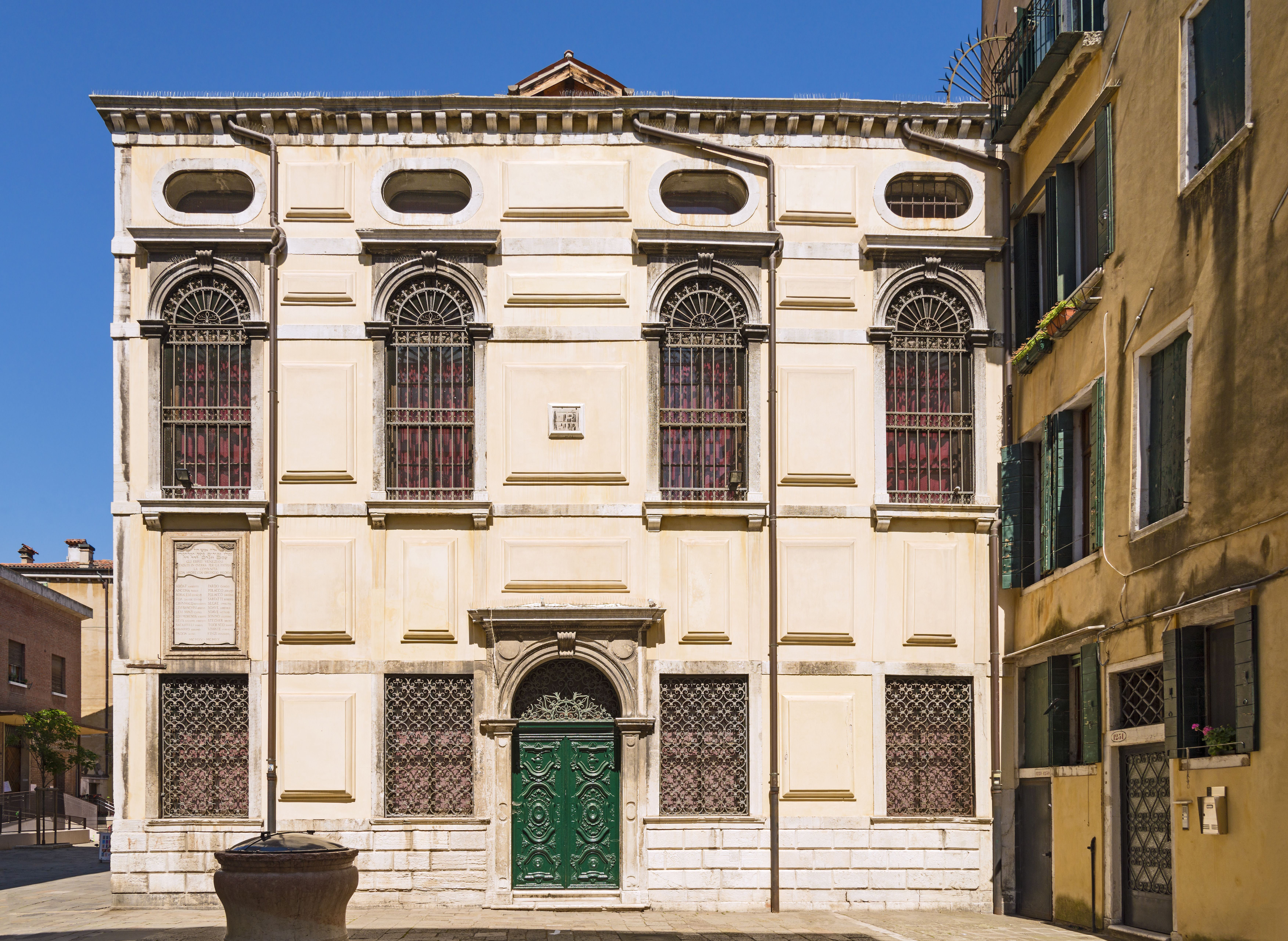
Sinagoga del Ghetto di Venezia

Quando gli ebrei furono espulsi dalla Spagna nel 1492, molti di loro trovarono rifugio in Italia, dove ricevettero la protezione di re Ferdinando I di Napoli. Uno dei profughi, don Isaac Abrabanel, ricevette persino una posizione presso la corte napoletana, posizione che mantenne sotto il re successivo, Alfonso II. Gli ebrei spagnoli vennero ben accolti anche a Ferrara dal duca Ercole I d'Este, e in Toscana grazie alla mediazione di Iechiel di Pisa e dei suoi figli. Ma a Roma e a Genova soffrirono tutte le vessazioni e tormenti che la fame, la peste, e la povertà portavano con sé, e furono costretti ad accettare il battesimo per sfuggire alla fame. In alcuni casi i profughi superarono in numero gli ebrei già residenti e diedero il voto determinante in questioni di interesse comune e nella direzione degli studi ebraici.
I papi da Alessandro VI a Clemente VII furono indulgenti nei confronti degli ebrei, avendo questioni ben più urgenti da risolvere. Dopo l'espulsione degli ebrei dalla Spagna nel 1492, circa 9.000 ebrei spagnoli impoveriti arrivarono ai confini degli stati papalini. Alessandro VI li accolse a Roma, dichiarando che avevano il "permesso di condurre la loro vita, libera da interferenze da parte dei cristiani, di proseguire i propri riti, di guadagnarsi la propria fortuna, e di godere di molti altri privilegi." Allo stesso modo consentì l'immigrazione degli ebrei espulsi dal Portogallo nel 1497 e dalla Provenza nel 1498.
I papi e molti dei più influenti cardinali apertamente violarono uno dei decreti più severi del Concilio di Basilea, cioè il divieto per i cristiani di impiegare medici ebrei, e anzi diedero loro importanti posizioni alla corte papale. Le comunità ebraiche di Napoli e di Roma ricevettero il maggior numero di profughi, ma molti ebrei proseguirono successivamente da queste città verso Ancona, Venezia, Calabria e di là a Firenze e Padova. Venezia, imitando le misure odiose delle città tedesche, assegnarono agli ebrei un quartiere speciale, il ghetto.

### Espulsione da Napoli

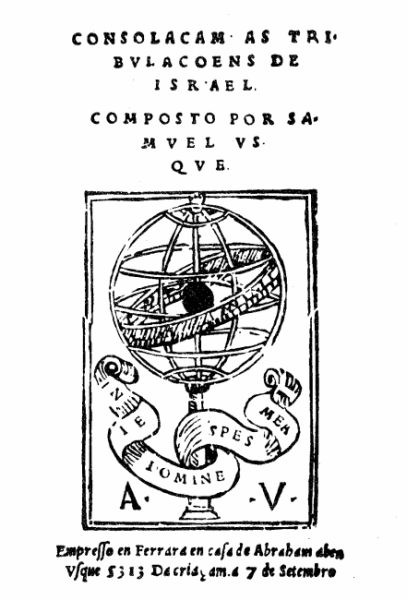
Il trattato portoghese Consolação ás Tribulações de Israel, di Samuel Usque (1553)

La fazione ultracattolica provò con tutti i mezzi a sua disposizione di introdurre l'Inquisizione nel regno napoletano, allora sotto il dominio spagnolo. Carlo V, al suo ritorno dalle vittorie in Africa, fu sul punto di esiliare gli ebrei da Napoli, ma differì dal farlo grazie all'influenza di Benvenida, moglie di Samuel Abravanel. Qualche anno più tardi, tuttavia (1533), tale decreto fu proclamato, ma anche in questa occasione Samuel Abravanel e altri furono in grado mediante la loro influenza di evitare per diversi anni l'esecuzione del decreto stesso. Molti ebrei ripararono nell'Impero ottomano, alcuni ad Ancona e altri ancora a Ferrara, dove furono ben accolti dal duca Ercole II d'Este.
Dopo la morte di papa Paolo III (1534-1549), che si era mostrato favorevole agli ebrei, sopraggiunse un periodo di lotte, persecuzioni e sconforto. Pochi anni dopo gli ebrei furono esiliati da Genova, tra i profughi anche Joseph Hakohen, medico, scienziato ed eminente storico. I Marrani, cacciati dalla Spagna e dal Portogallo, furono autorizzati dal duca Ercole ad entrare nei suoi domini e di professare l'Ebraismo liberamente e apertamente. Così, Samuel Usque, anche lui uno storico, che era fuggito all'Inquisizione in Portogallo, si stabilì a Ferrara, e Abraham Usque successivamente vi fondò un grande stamperia. Un terzo Usque, Salomone, mercante di Venezia e Ancona e poeta di un certo rilievo, tradusse i sonetti di Petrarca in ottimi versi spagnoli, che furono molto ammirati dai suoi contemporanei.
Mentre il ritorno all'Ebraismo degli Usque marrani causò molta gioia tra gli ebrei italiani, ciò fu controbilanciato dal dolore profondo in cui precipitarono per la conversione al Cristianesimo di due nipoti di Elia Levita, Leone Romano e Vittorio Eliano. Uno diventò canonico, l'altro un gesuita. Questi criticarono pesantemente il Talmud davanti al papa Giulio III e all'Inquisizione, e di conseguenza il papa pronunciò una sentenza di distruzione contro tale opera, alla stampa del quale un suo predecessore, Leone X, aveva dato approvazione. Nel giorno del Capodanno ebraico (Rosh haShana), 9 settembre 1553, tutte le copie del Talmud nelle principali città d'Italia, nelle tipografie di Venezia, e perfino nella lontana isola di Candia (Creta), furono bruciate. Nel 1555, papa Marcello II voleva esiliare gli ebrei di Roma con l'accusa di omicidio rituale, ma fu trattenuto dall'esecuzione di tale provvedimento dal cardinale Alessandro Farnese, che riuscì a scoprire il vero colpevole.

### Paolo IV

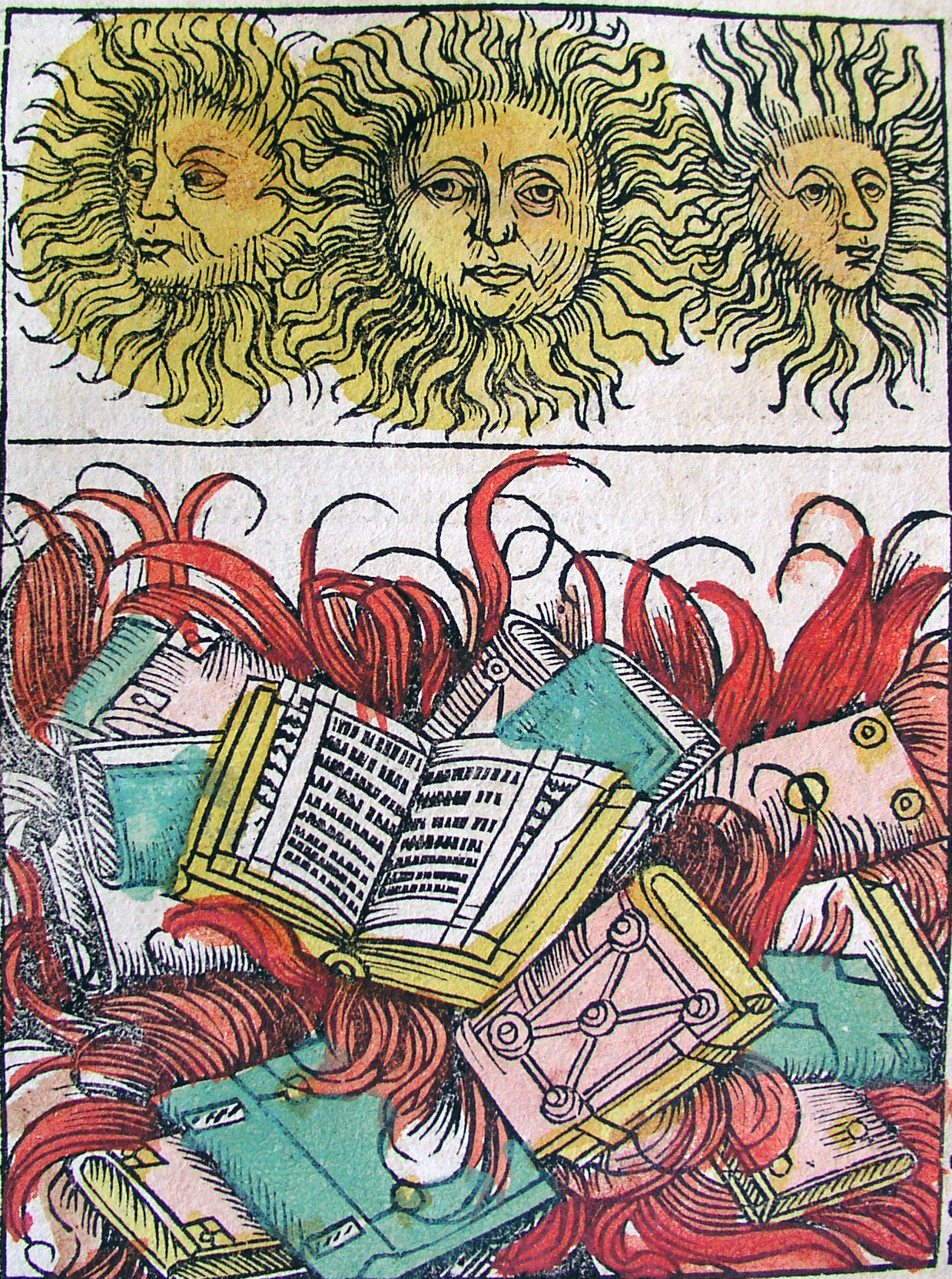
Rogo di libri (illustrazione di Hartmann Schedel, 1440-1514).

Il successore di Marcello, Paolo IV, confermò tutte le bolle contro gli ebrei emesse fino a quel momento e aggiunse altre misure più oppressive, che contenevano una serie di divieti gettando gli Ebrei nella miseria più nera, privandoli dei mezzi di sostentamento e negando loro l'esercizio di tutte le professioni. La bolla papale Cum nimis absurdum del 1555 creò il ghetto romano e richiese l'uso di "distintivo giallo". Gli ebrei furono costretti a lavorare al restauro delle mura di Roma senza alcun compenso.
Inoltre, in un'occasione il papa aveva segretamente dato ordine ad uno dei suoi nipoti di bruciare il quartiere ebraico durante la notte. Tuttavia, Alessandro Farnese, venendo a sapere di tale proposta infame, riuscì a frustrarla.
Molti ebrei abbandonarono Roma e Ancona e andarono a Ferrara e a Pesaro. Qui il duca di Urbino li accolse favorevolmente, nella speranza di dirigere il prospero commercio del Levante verso il nuovo porto di Pesaro, che era a quel tempo esclusivamente nelle mani degli ebrei di Ancona. Tra i tanti che furono costretti a lasciare Roma fu il marrano illustre Amato Lusitano, rinomato medico e botanico, che aveva spesso curato papa Giulio III. Era persino stato invitato a diventare medico del re di Polonia, ma aveva declinato l'offerta, al fine di rimanere in Italia. Fuggì dall'Inquisizione e giunse a Pesaro, dove professò apertamente l'Ebraismo.

### Espulsione dagli Stati Pontifici
Paolo IV fu succeduto dal più tollerante papa Pio IV, che fu succeduto da Pio V, che restaurò tutte le bolle antiebraiche dei suoi predecessori—non solo nei propri domini immediati, ma in tutto il mondo cristiano. In Lombardia l'espulsione degli ebrei fu minacciata ma non eseguita, ma gli ebrei vennero comunque tiranneggiati in innumerevoli modi. A Cremona e Lodi i loro libri furono bruciati. A Genova, città da cui gli ebrei erano già stati espulsi, fu fatta un'eccezione a favore di Joseph Hakohen. Nel suo Emek Habachah egli racconta la storia di queste persecuzioni. Non aveva alcun desiderio di sfruttare il triste privilegio accordatogli, e quindi se ne andò a Casale Monferrato, dove fu ben ricevuto anche dai cristiani. In questo stesso anno il papa diresse le sue persecuzioni contro gli ebrei di Bologna, che formavano una ricca comunità che valeva la pena di depredare. Molti degli ebrei più ricchi furono imprigionati e posti sotto tortura, al fine di costringerli a fare false confessioni. Mentre Rabbi Ishmael Ḥanina veniva tormentato dai torturatori, dichiarò che, se le pene della tortura l'avessero costretto a pronunciare parole che potevano essere interpretate come condanna dell'Ebraismo, dovevano essere considerate false e nulle. Era proibito agli ebrei di assentarsi dalla città, ma molti riuscirono a fuggire corrompendo le guardie alle porte del ghetto e della città. I fuggitivi, insieme a mogli e figli, si rifugiarono nella vicina città di Ferrara. Allora Pio V decise di bandire gli ebrei da tutti i suoi domini e, nonostante l'enorme perdita che poteva derivare da tali provvedimenti e le rimostranze dei cardinali influenti e favorevoli agli ebrei, questi (in tutto circa 1.000 famiglie) furono effettivamente espulsi da tutti gli Stati Pontifici escluso Roma e Ancona. Alcuni divennero cristiani, ma la maggior parte trovò asilo in altre parti d'Italia, tra cui Livorno e Pitigliano.

### Approvazione della Repubblica di Venezia

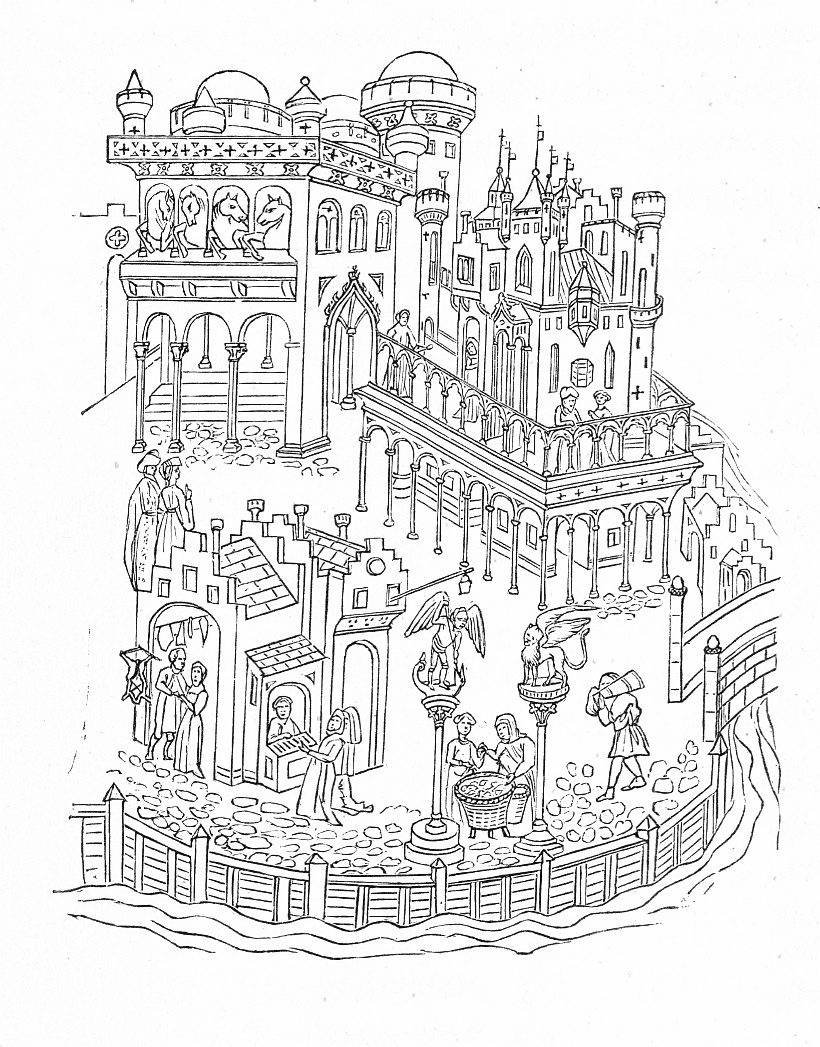
Il Palazzo Ducale a Venezia, in un disegno del tardo XIV secolo.

Grande sensazione fece in Italia la scelta di un ebreo di primo piano, Salomone da Udine, quale ambasciatore turco a Venezia, che inoltre fu incaricato di negoziare con quella repubblica nel luglio del 1574. Esisteva in pendenza un decreto di espulsione degli ebrei da parte dei leader di diversi regni italiani, cosa che preoccupava il Senato veneziano pensando che ciò avrebbe creato delle difficoltà nel trattare con Salomone da Udine. Tuttavia, tramite l'influenza dei diplomatici veneziani stessi, e in particolare del patrizio Marcantonio Barbaro della famiglia nobile dei Barbaro, che stimava molto Salomone, l'ambasciatore fu ricevuto con grandi onori presso il Palazzo Ducale. In virtù di questo, Salomone da Udine acquisì una posizione elevata con la Repubblica di Venezia e fu in grado di rendere grandi servizi ai suoi correligionari. Grazie alla sua influenza, Jacob Soranzo, un agente della Repubblica di Venezia a Costantinopoli, venne a Venezia. Salomone si adoperò inoltre a far revocare il decreto di espulsione nell'ambito dei regni italiani e ottenne la promessa dai patrizi veneziani che gli ebrei avrebbero sempre avuto una dimora sicura all'interno della Repubblica di Venezia. Da Udine alla fine fu onorato e premiato per i suoi servizi e tornò a Costantinopoli, lasciando a Venezia il figlio Nathan affinché venisse educato. Nathan fu uno dei primi studenti ebrei a frequentare l'Università di Padova, nel quadro della politica di ammissione inclusiva istituita da Marcantonio Barbaro. Il successo di Salomone da Udine ispirò molti ebrei dell'Impero Ottomano, in particolare a Costantinopoli, dove avevano raggiunto grande prosperità.

### Persecuzioni e confische
La posizione degli ebrei d'Italia in questo momento era deprecabile: papa Paolo IV e Pio V li avevano ridotti alla massima umiliazione e materialmente diminuito il loro numero. Nell'Italia meridionale non ne erano rimasti molti; in ciascuna delle importanti comunità di Roma, Venezia e Mantova c'erano non più di 2.000 ebrei, mentre in tutta la Lombardia ce n'erano meno di 1.000. Gregorio XIII non fu meno fanatico dei suoi predecessori: notò che, nonostante il divieto papale, i cristiani impiegavano medici ebrei – pertanto vietò severamente agli ebrei di frequentare pazienti cristiani e minacciò con punizioni molto severe quei cristiani che avessero fatto ricorso ai medici ebrei, e quei medici ebrei che avessero risposto alle chiamate dei cristiani. Inoltre, la minima assistenza data ai marrani del Portogallo e della Spagna, in violazione delle leggi canoniche, era sufficiente per consegnare il colpevole nelle mani dell'Inquisizione, che non esitava a condannare l'accusato a morte. Gregorio indusse anche l'Inquisizione a far bruciare un gran numero di copie del Talmud e di altri libri ebraici. Furono istituiti speciali sermoni, progettati per convertire gli ebrei, e questi dovevano essere ascoltati forzatamente almeno da un terzo della comunità ebraica, uomini, donne e giovani di età superiore ai dodici anni. I sermoni erano solitamente predicati da ebrei battezzati che erano diventati frati o sacerdoti, e non di rado gli ebrei, senza alcuna possibilità di protesta, erano costretti ad ascoltare tali sermoni anche nella loro proprie sinagoghe. Queste oppressioni costrinsero molti ebrei a lasciare Roma, e quindi il loro numero diminuì ulteriormente.

### Varie vicende e fortune alterne

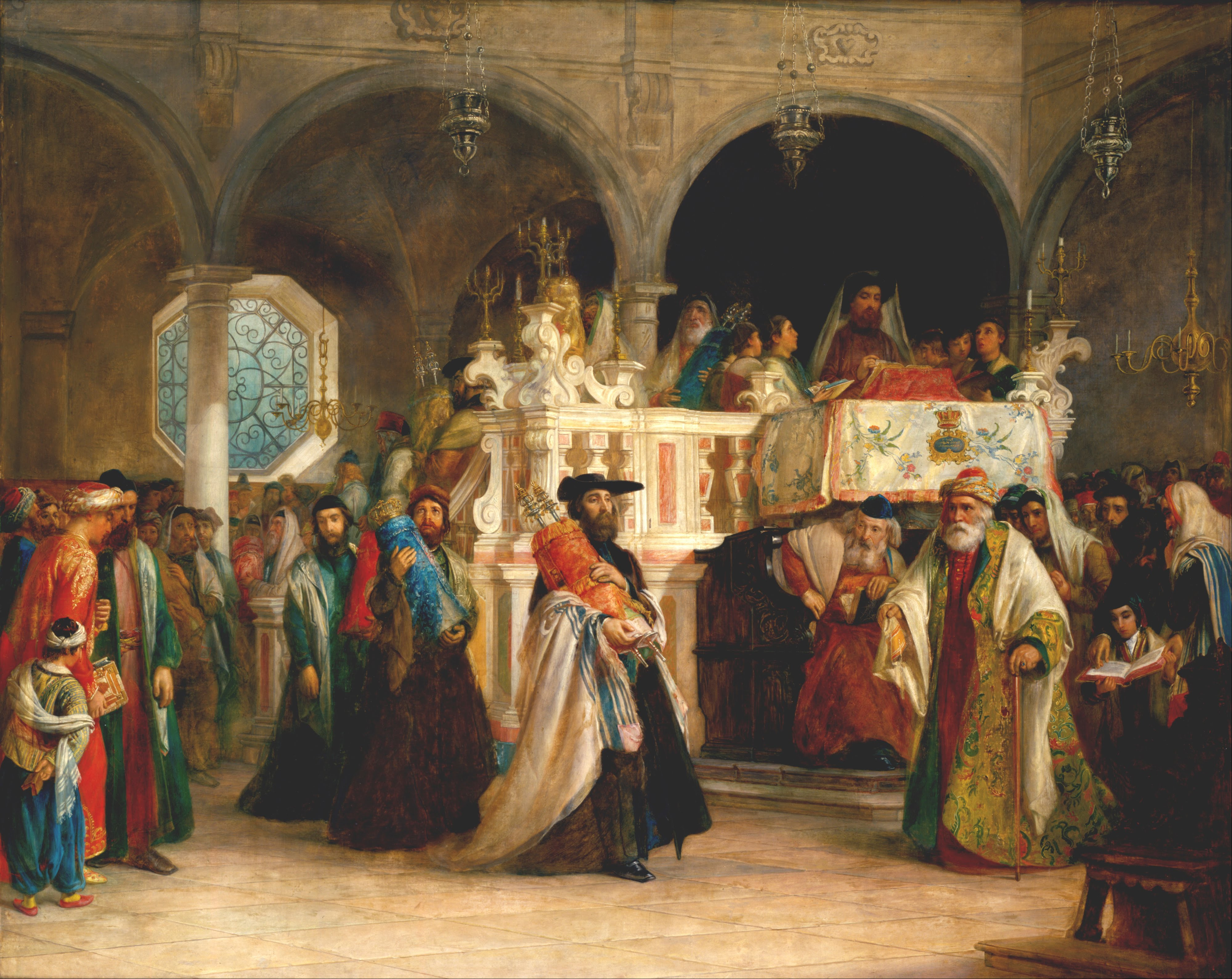
Festa della Torah nella sinagoga di Livorno (dipinto di Solomon Alexander Hart, 1850).

Sotto il papa successivo, Sisto V (1585-1590), la condizione degli ebrei migliorò leggermente. Egli abrogò molte delle norme stabilite dai suoi predecessori, permettendo agli ebrei di risiedere in tutte le parti del suo regno, e diede ai medici ebrei libertà di praticare la loro professione. David de Pomis, un medico eminente, approfittò di questo privilegio e pubblicò un'opera in latino dal titolo De Medico Hebraeo, dedicata a Francesco Maria I Della Rovere, Duca di Urbino, in cui esortava gli ebrei a considerare i cristiani come fratelli, ad aiutarli e ad assisterli. Gli ebrei di Mantova, Milano e Ferrara, approfittando della favorevole disposizione del papa, gli mandarono un ambasciatore, Bezaleel Massarano, con un regalo di 2.000 scudi, per ottenere da lui il permesso di ristampare il Talmud e altri libri ebraici, promettendo al tempo stesso di espurgare tutti i passaggi ritenuti offensivi dal Cristianesimo. La loro richiesta fu approvata, in parte mediante il sostegno fornito da Lopez, un marrano che amministrava le finanze papali e che era in grande favore presso il pontefice. La ristampa del Talmud era appena iniziata e le condizioni di stampa organizzate dalla relativa Commissione, quando Sisto morì. Anche il suo successore, Gregorio XIV, era ben disposto verso gli ebrei, come lo era stato Sisto, ma durante il suo breve pontificato Gregorio fu quasi sempre ammalato. Clemente VIII (1592-1605), che gli succedette, rinnovò le bolle antiebraiche di Paolo IV e Pio V, ed esiliò gli ebrei da tutti i suoi territori, ad eccezione di Roma, Ancona e Avignone; ma, al fine di non perdere il commercio con l'Oriente, concesse alcuni privilegi agli ebrei turchi. Gli esuli ripararono in Toscana, dove furono accolti positivamente dal duca Ferdinando I de' Medici, che li assegnò alla città di Pisa come residenza, e dal duca Vincenzo Gonzaga, alla cui corte l'ebreo Giuseppe da Fano era un favorito. Fu loro nuovamente permesso di leggere il Talmud e altri libri ebraici, a condizione che fossero stampate in base alle regole di censura approvate da Sisto V. Dall'Italia, dove questi libri espurgati furono stampati a migliaia, vennero inviati agli ebrei di diversi altri paesi.

### Negli Stati italiani
Con Filippo II di Spagna regnante gli ebrei esiliati da tutte le parti della Spagna vennero tollerati nel ducato di Milano, che allora era sotto il dominio spagnolo. Tale incoerenza avrebbe potuto far nascere problemi per gli ebrei e per prevenire le possibili difficoltà l'ambasciatore Samuel Coen fu inviato al re in Alessandria, ma la sua missione non ebbe successo. Filippo II, anche su consiglio del suo confessore, espulse gli ebrei dal territorio milanese nella primavera del 1597. Gli esuli, circa mille persone, furono ricevuti a Mantova, Modena, Reggio Emilia, Verona e Padova. La casa Este, che aveva sempre accordato favore e protezione agli ebrei, fu costretta ad abbandonare Ferrara quando Alfonso II d'Este morì, e con la devoluzione il ducato estense rientrò nei domini della Chiesa. Papa Clemente VIII decretò la messa al bando degli ebrei e il legato pontificio Pietro Aldobrandini, nipote del papa, prese possesso di Ferrara. L'Aldobrandini tuttavia, considerando che parte dell'economia era gestita dagli ebrei e temendo anche una crisi demografica, poiché la città si stava spopolando dopo lo spostamento della corte estense a Modena, posticipò per vari anni le azioni retrittive nei loro confronti. Nel 1624 venne comunque aperto il ghetto di Ferrara.
Gli ebrei mantovani soffrirono gravemente al tempo della Guerra dei trent'anni. Gli ebrei esiliati dai domini papali avevano spesso trovato rifugio a Mantova, dove i duchi Gonzaga avevano loro accordato protezione, come avevano fatto per gli ebrei già ivi residenti. Il penultimo duca, sebbene cardinale, li favorì in misura sufficiente ad emanare una legge per il mantenimento dell'ordine nel ghetto. Dopo la morte dell'ultimo di questo casato, il diritto di successione venne contestato al momento della guerra dei trent'anni, e la città fu assediata dai soldati tedeschi di Wallenstein. Dopo una strenua difesa, in cui gli ebrei lavorarono presso le mura fino all'approccio dello Shabbat, la città cadde nelle mani degli assedianti, e per tre giorni tutto fu messo a ferro e fuoco. Il comandante in capo, Altringer, proibì ai soldati di saccheggiare il ghetto, sperando così di ottenere il bottino per sé. Agli ebrei fu ordinato di lasciare la città, portandosi appresso solo i loro indumenti personali e tre ducati d'oro a persona. Furono trattenuti solo pochi ebrei, sufficienti ad agire come guide per condurre i conquistatori nei luoghi in cui i propri correligionari avrebbero nascosto i presupposti "tesori". Grazie a tre ebrei ortodossi, queste circostanze vennero a conoscenza dell'imperatore, che ordinò al suo governatore, Collalto, di emettere un decreto che consentisse agli ebrei di ritornare e promettendo loro il ripristino dei beni. Tuttavia solo circa 800 ebrei tornarono, gli altri essendo morti.
Le vittorie dei Turchi in Europa, che avevano condotto i loro eserciti fin sotto le mura di Vienna (1683), contribuirono anche in Italia ad incitare la popolazione cristiana contro gli ebrei, che erano rimasti in buoni rapporti coi Turchi. A Padova, nel 1683, gli ebrei furono in grave pericolo a causa dell'agitazione fomentata contro di loro dai tessitori. Scoppiò quindi un violento tumulto, dove le vite degli ebrei furono minacciate seriamente, e fu solo con la più grande difficoltà che il governatore della città riuscì a salvarli, in obbedienza ad un ordine rigoroso da Venezia. Per diversi giorni successivi il ghetto dovette essere particolarmente sorvegliato.

### I primi venti di riforma nel Settecento

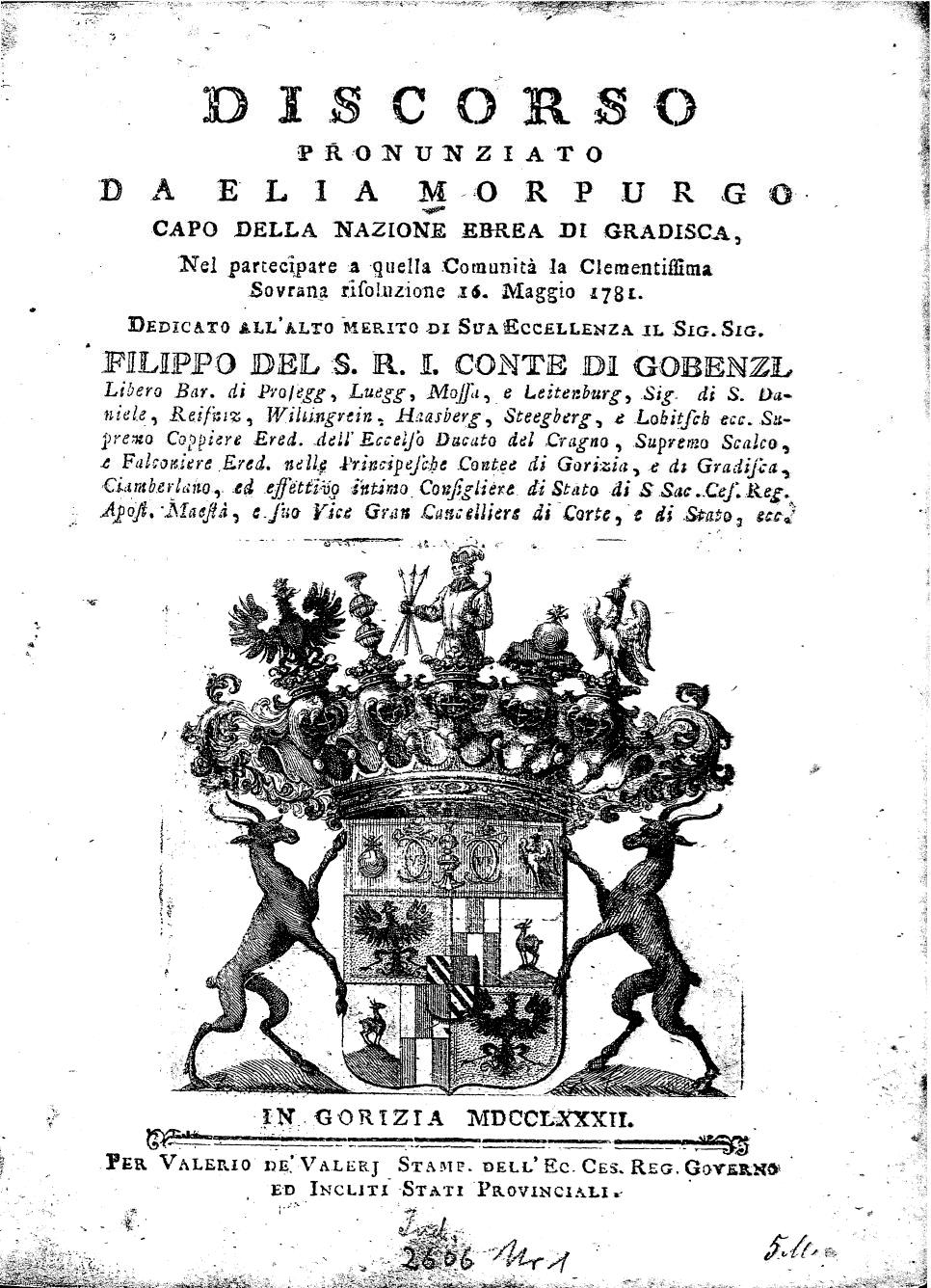
Il Discorso di Elia Morpurgo, in sostegno della Riforma della Haskalah

Tra le prime scuole ad adottare i progetti di riforma didattica di Hartwig Wessely furono quelle di Trieste, Venezia e Ferrara.

## XIX secolo

### Italia Napoleonica e Restaurazione

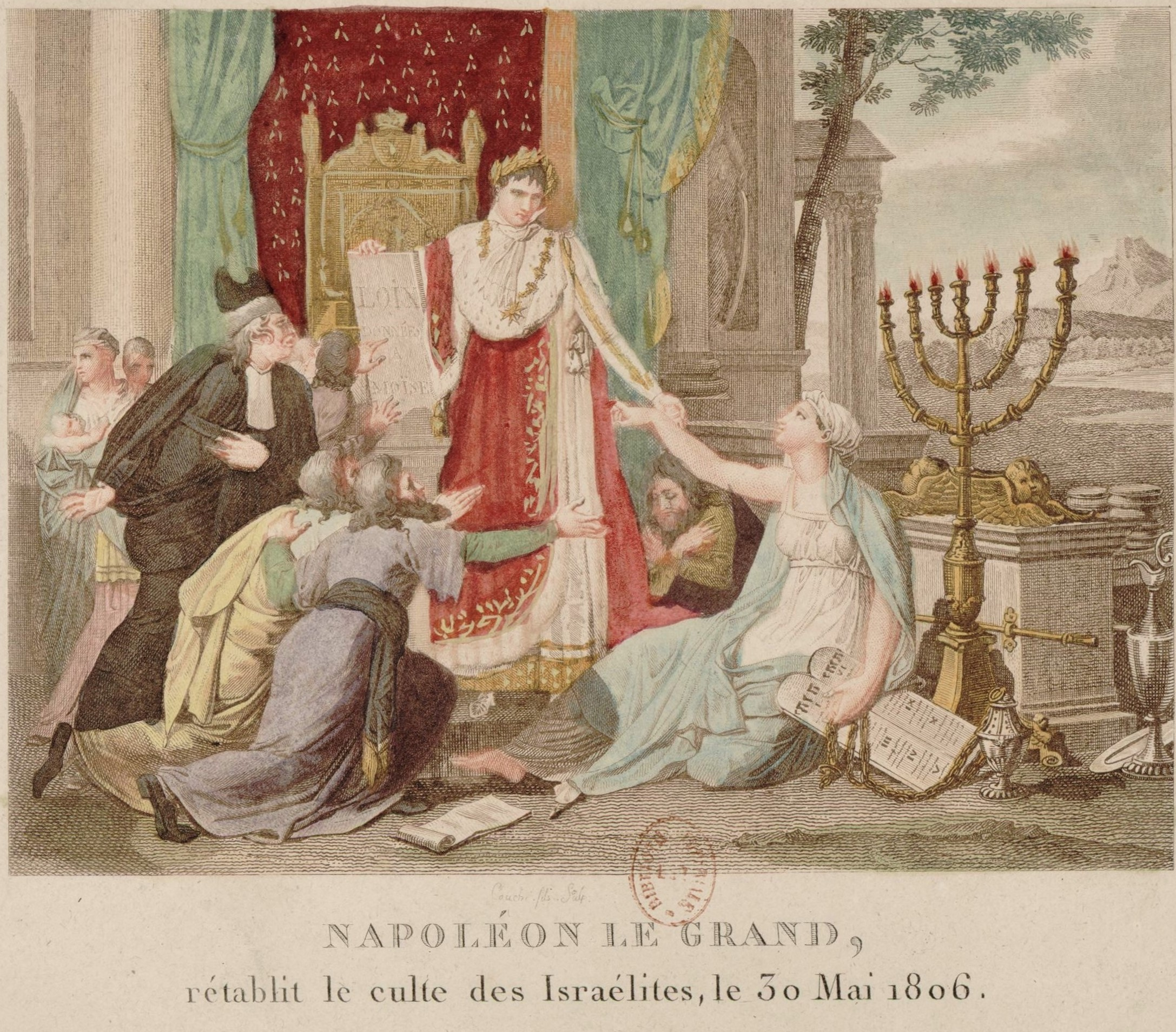
Stampa francese del 1806 che illustra Napoleone mentre emancipa gli ebrei.

L'Italia nel 1810

Sotto l'influenza della politica religiosa liberale di Napoleone I, gli ebrei d'Italia, come quelli di Francia, furono emancipati. Il potere supremo dei papi era spezzato: non avevano così più tempo per preparare decreti antiebraici e non crearono quindi più leggi canoniche contro gli ebrei.
Al Sinedrio riunito da Napoleone a Parigi (1807), l'Italia inviò quattro deputati: Abraham Vita da Cologna; Isaac Benzion Segre, rabbino di Vercelli; Graziadio Neppi, medico e rabbino di Cento, e Jacob Israel Karmi, rabbino di Reggio. Dei quattro rabbini assegnati al comitato che doveva rispondere alle dodici domande proposte dall'Assemblea dei Notabili, due – Cologna e Segre – erano italiani e furono eletti rispettivamente primo e secondo Vice Presidente del Sinedrio.
La libertà acquistata dagli ebrei sotto Napoleone durò poco, scomparendo con la sua caduta. Papa Pio VII, riacquisendo i suoi territori, installò nuovamente l'Inquisizione, privando inoltre gli ebrei di qualsiasi libertà e confinandoli ancora nel ghetto. Tale divenne, in misura più o meno estesa, la loro condizione in tutti gli Stati in cui l'Italia venne successivamente divisa; a Roma furono di nuovo costretti ad ascoltare i sermoni di proselitismo.
Nell'anno 1829, a seguito di un editto dell'imperatore Francesco I, si aprì a Padova, con la collaborazione di Venezia, Verona e Mantova, il primo Collegio Rabbinico Italiano, in cui insegnarono Lelio della Torre e Samuel David Luzzatto. Luzzatto era uomo di grande intelletto e scrisse in ebraico puro trattati di filosofia, storia, letteratura, critica e grammatica. Molti illustri rabbini furono alunni del collegio rabbinico di Padova. Mosè Tedeschi, Zelman e Castiglioni seguirono a Trieste le finalità e i principi della scuola di Luzzatto. Allo stesso tempo, Elia Benamozegh, studioso molto erudito e autore di numerose opere, si distinse nella vecchia scuola rabbinica di Livorno.

### Risorgimento e Unità d'Italia

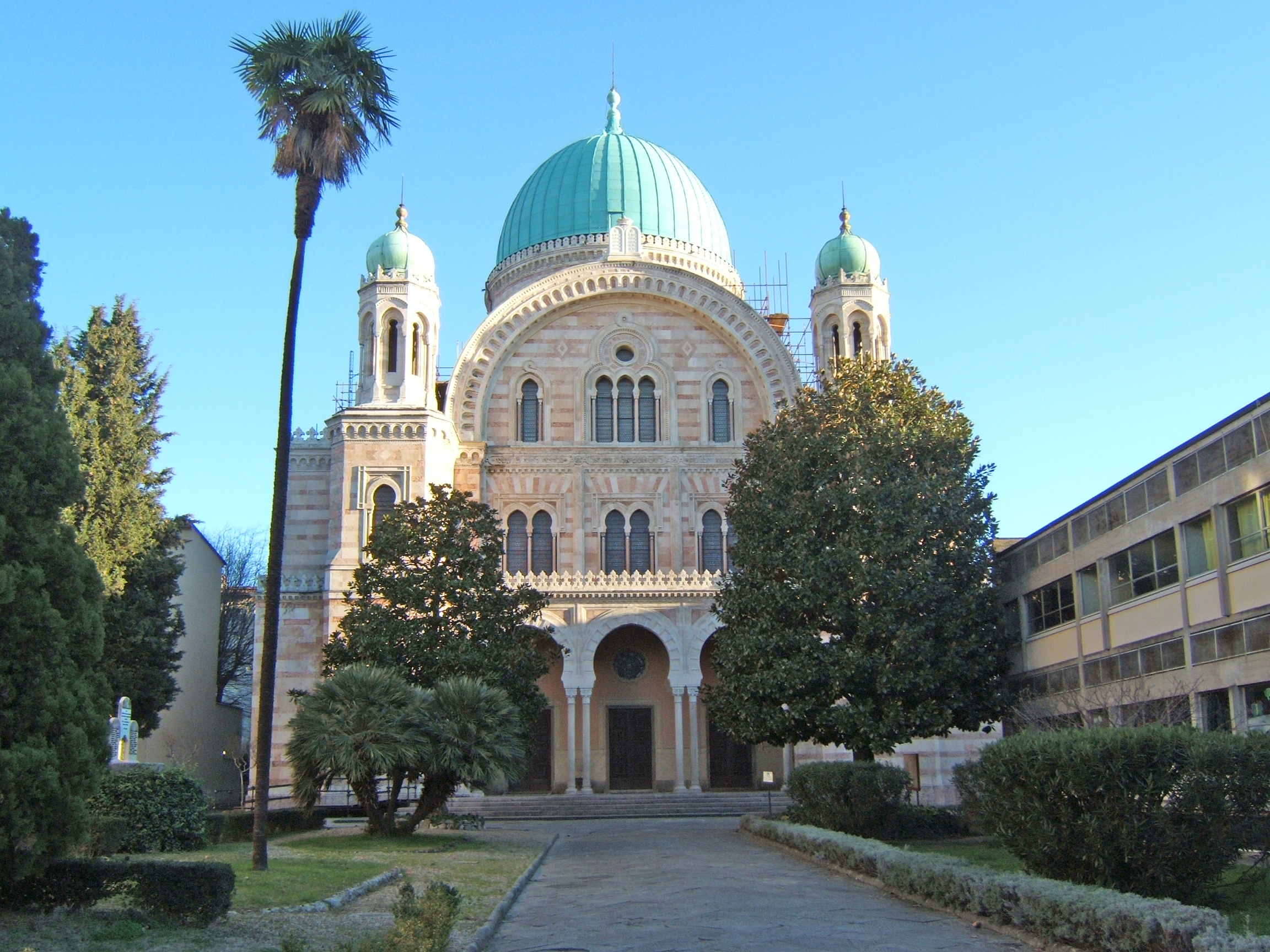
Sinagoga di Firenze, eretta negli anni 1874–1882

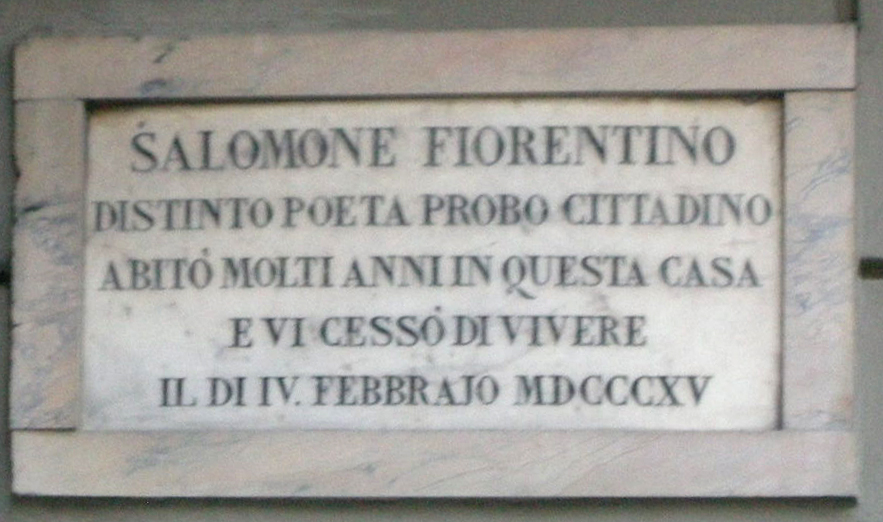
La lapide a Salomone Fiorentino, via delle Oche, Firenze

Il ritorno alla servitù medievale dopo la restaurazione italiana non durò a lungo, e la rivoluzione del 1848 che sconvolse tutta l'Europa, portò grandi vantaggi agli ebrei. Sebbene questa fase fosse seguita da un ripristino dello Stato Pontificio solo quattro mesi più tardi nei primi mesi del 1849, le persecuzioni e le violenze del passato erano in gran parte scomparse. L'ultimo oltraggio contro gli ebrei d'Italia fu collegato con il caso di Edgardo Mortara, che si verificò a Bologna nel 1858. Nel 1859 la maggior parte degli Stati papalini furono annessi al Regno d'Italia sotto re Vittorio Emanuele II. Eccetto a Roma e dintorni, dove l'oppressione papale durò fino alla fine del dominio pontificio (20 settembre 1870), gli ebrei ottennero la piena emancipazione. In nome del loro Paese gli ebrei con grande ardore sacrificarono vita e possessioni nelle campagne memorabili del 1859, 1866 e 1870. Dei molti che meritano di essere menzionati in tale ambito, si può citare Isacco Maurogonato Pesaro, che fu ministro delle finanze della Repubblica di Venezia durante la guerra del 1848 contro l'Austria, e successivamente senatore del Regno d'Italia nella XVII legislatura: in perenne riconoscenza il Paese gli ha eretto un memoriale in bronzo. Eretto nel palazzo dei dogi di Venezia si trova un busto di marmo di Samuele Romanin, celebre storico ebreo di Venezia. Anche Firenze commemora un poeta ebraico moderno, Salomone Fiorentino, con una lapide di marmo presso la casa in cui è nato. Amico e fedele segretario del Conte di Cavour fu il piemontese Isacco Artom, mentre Salomone Olper, in seguito rabbino di Torino e anche amico e consigliere di Giuseppe Mazzini, fu uno dei sostenitori più coraggiosi dell'indipendenza italiana. I nomi dei soldati ebrei che morirono per la causa della libertà italiana sono stati messi insieme a quelli dei loro commilitoni cristiani nei monumenti eretti in loro onore.

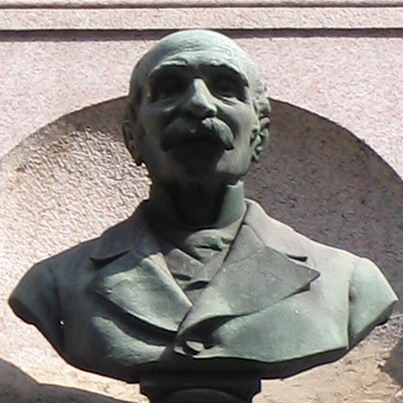
Busto del Senatore Isacco Artom

### Antigiudaismo e antisemitismo
Papa Giovanni Paolo II ha dato accesso ad alcuni archivi precedentemente segreti della Santa Sede, fornendo quindi informazioni agli studiosi, uno dei quali, David Kertzer, le ha utilizzate per scrivere il libro I papi contro gli ebrei. Il ruolo del Vaticano nell'ascesa dell'antisemitismo moderno (ed. it. BUR 2004). Secondo questo libro, tra la fine del XIX secolo e gli inizi del XX, i papi e molti vescovi cattolici e le pubblicazioni cattoliche hanno costantemente fatto una distinzione tra "buon antisemitismo" e "cattivo antisemitismo" – ma pur sempre antisemitismo hanno fatto. Il tipo "cattivo" istigava l'odio diretto contro gli ebrei per il solo fatto della loro discendenza. Questo veniva considerato poco cristiano, in parte perché la chiesa affermava che il suo messaggio era per tutta l'umanità indistintamente, e qualsiasi persona di qualsiasi discendenza poteva diventare "cristiana". Il tipo "buono" denunciava presunti complotti ebraici per ottenere il controllo del mondo mediante il controllo di giornali, banche, scuole, commercio ecc., o altrimenti attribuiva diverse iniquità agli ebrei. Il Libro di Kertzer specifica molti casi in cui tali pubblicazioni cattoliche denunciavano presunti complotti e poi, quando venivano criticate per incitamento all'odio degli ebrei, ricordavano ai lettori che la chiesa cattolica condannava il tipo "cattivo" di antisemitismo.

## XX secolo

Il Regno d'Italia nel 1919

### Inizi del XX secolo e la prima guerra mondiale
Per il ruolo di primo piano svolto nel processo risorgimentale, gli ebrei italiani si trovarono ad agire da protagonisti nell'amministrazione del nuovo stato. Il Presidente del Consiglio dei ministri italiano Luigi Luzzatti, entrato in carica nel 1910, fu uno dei primi ebrei (non convertiti al Cristianesimo) nel mondo a divenire capo di governo. Prima di lui Giacomo Malvano era stato Segretario Generale del Ministero degli Esteri (1885-89; 1891-93; 1896-1907) e Giuseppe Ottolenghi ministro della Guerra nel Governo Zanardelli (1902-03). Un altro ebreo, Ernesto Nathan servì quale sindaco di Roma negli anni 1907-13. In Italia vi furono in tutto tre Capi del Governo di origine ebraica: Alessandro Fortis (convertito), il citato Luigi Luzzatti e Sidney Sonnino (ebreo solo da parte di padre e di religione anglicana).
Fortissima era la presenza ebraica nell'Università e nella vita culturale italiana del primo Novecento. Basti ricordare il filologo Salomone Morpurgo, che nel 1905 fu nominato direttore della Biblioteca Nazionale Centrale di Firenze, il medico Salvatore Ottolenghi, il chimico Giorgio Errera, l'economista Achille Loria, l'ingegnere Ugo Ancona, i matematici Guido Fubini e Gino Fano, il giurista Angelo Sraffa, e molti altri ancora. Fondamentale anche il contributo delle donne ebree, a cominciare da Ernestina Paper, prima donna nel 1877 a ricevere la laurea in un'università italiana, in medicina.
Verso il 1890 la comunità ebraica in Italia era di circa 45.945 persone di cui 2.100 a Firenze, a Livorno 4.050, a Roma 6.500, a Napoli 1.000, a Torino 3.600, a Bologna 690, a Pisa 640, a Genova 530, a Siena 200, a Pitigliano 280, a Soragna 85, a Firenzuola 70, a Massa e Carrara 60, a Lucca 15, a Prato 50, a Busseto 60, a Pietrasanta 20.
Allo scoppio della prima guerra mondiale la comunità ebraica italiana ammontava a circa 35.000 persone su una popolazione totale di circa 38 milioni di abitanti. Gli ebrei che parteciparono al conflitto furono oltre 5.000, metà dei quali ricoprirono il grado di ufficiali. I caduti furono 420 e circa 700 gli ebrei che vennero decorati. Tra questi, ricordiamo la Medaglia d'oro al valor militare alla memoria più giovane della Guerra, il quasi diciottenne Roberto Sarfatti (figlio di Margherita) e quella concessa al decorato più anziano, Giulio Blum, che al momento della morte aveva 62 anni.

### Il primo dopoguerra e l'era fascista
Negli anni '20 e '30 gli ebrei italiani sono ormai una presenza consolidata nella società italiana. Tra le personalità più impegnate nella vita culturale del primo dopoguerra ci sono lo scrittore Italo Svevo, il poeta e critico letterario Angiolo Orvieto, il commediografo Sabatino Lopez, lo scultore Arrigo Minerbi, il pittore Amedeo Modigliani, e il pianista e musicista Mario Castelnuovo-Tedesco. Dal 1925 Umberto Cassuto è docente universitario di ebraico all'Università di Firenze e quindi a Roma. Nello stesso anno, Dante Lattes e Alfonso Pacifici fondano La rassegna mensile di Israel, periodico di cultura e storia ebraica.
Il primo dopoguerra è anche periodo di grandi sconvolgimenti sociali e politici. Di fronte all'emergere del fascismo gli ebrei italiani si dividono. 
La reazione degli Ebrei Italiani dinanzi all'ascesa del Fascismo non fu uniforme e risultò senz'altro influenzata da motivazioni personali legate in primo luogo al credo politico e al ceto sociale di appartenenza. La borghesia ebraica media e alta si schierò su posizioni non ostili o apertamente favorevoli al Fascismo.. Una delle figure centrali della fase originaria dei Fasci italiani di combattimento fu l'imprenditore Cesare Goldmann, già legato a Mussolini dai tempi del primo conflitto mondiale e finanziatore del Popolo d'Italia. Goldmann mise a disposizione la sede dell'Associazione lombarda degli industriali dove si svolse il congresso fondativo del 23 marzo 1919 dei Fasci italiani di combattimento, al quale egli stesso prese parte.
Animati da forti sentimenti nazionalistici, molti ebrei si uniscono a Gabriele D'Annunzio nell'Impresa di Fiume nel 1919 e a Benito Mussolini nella Marcia su Roma nel 1922 (alla quale parteciparono circa 250 ebrei italiani). Alcuni ebrei avranno un ruolo di rilievo nel Partito Nazionale Fascista, in particolare Aldo Finzi, sottosegretario agli Interni e membro del Gran Consiglio Fascista; Elio Morpurgo, nel 1926 presidente dell’Istituto delle liquidazioni, dove rimase fino al 1933, poi direttore tecnico dell’Opera Nazionale Balilla, Margherita Sarfatti, autrice fra l'altro nel 1925 della prima biografia agiografica di Benito Mussolini; Guido Jung, ministro delle Finanze fra il 1932 al 1935; e Renzo Ravenna, Podestà di Ferrara, dal 1926 al 1938.
Ugualmente rilevante fu la presenza ebraica nei movimenti anti-fascisti, da Claudio Treves a Vittorio Polacco, Lodovico Mortara, Eucardio Momigliano, Pio Donati, fino ai fratelli Rosselli, vittime dei sicari del regime nel 1937 a Parigi. Dei 12 professori universitari che nel 1931 si rifiutarono di aderire al Giuramento di fedeltà al fascismo, quattro erano ebrei: Giorgio Errera, Giorgio Levi della Vida, Vito Volterra, e Fabio Luzzatto.
Nel movimento fascista era da sempre presente una componente antisemita, guidata da politici e scrittori come Paolo Orano, Roberto Farinacci, Telesio Interlandi e Giovanni Preziosi. Per molti anni non si ebbero tuttavia provvedimenti legislativi apertamente anti-ebraici, anche se gli ebrei videro gradualmente restringersi quelle condizioni di uguaglianza che avevano godute nel nuovo Stato Italiano. I Patti Lateranensi del 1929 limitarono la libertà religiosa in Italia, riducendo l'ebraismo a culto ammesso. Il regime continuò a mantenere un atteggiamento ambivalente. La Legge Falco del 1930 instaurava un maggior controllo sulla vita delle comunità ebraiche in Italia, ma introduceva anche necessarie misure di semplificazione e razionalizzazione, che furono accolte con favore dalla maggioranza degli ebrei italiani. Nel 1927 si era permessa la formazione dell'Associazione donne ebree d'Italia (ADEI) e nel 1935 si autorizzò la costruzione della monumentale sinagoga di Genova. Per qualche tempo il regime sembrò interessato piuttosto a sfruttare la presenza ebraica per allargare la propria sfera d'influenza nel Mediterraneo (Libia, Grecia, Egitto) e in Etiopia (mediante la creazione di un insediamento ebraico in Africa Orientale). Ogni ambiguità finì con lo scatenarsi della campagna antisemita nel 1937 e la promulgazione delle Leggi razziali fasciste del 1938.

### Le leggi razziali fasciste

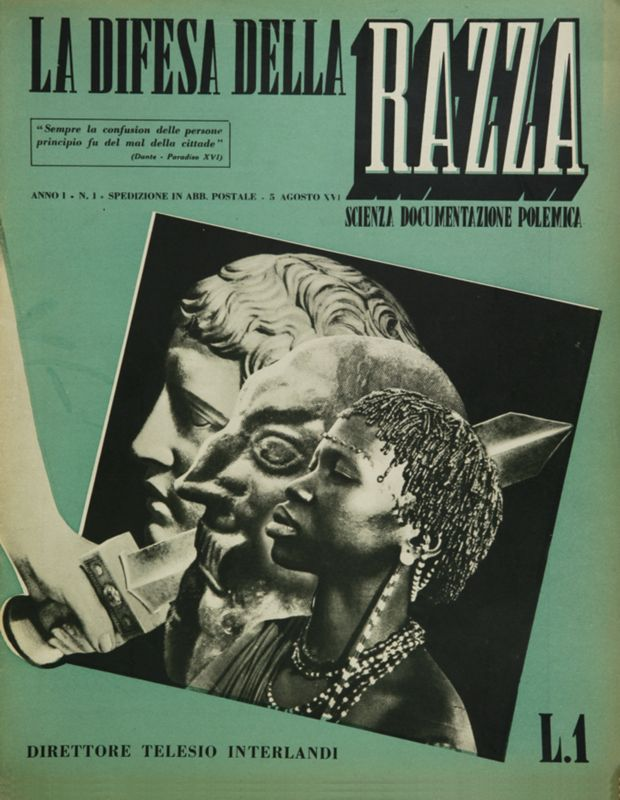
Frontespizio del primo numero della rivista La difesa della razza dell'8 agosto 1938

La svolta in senso razzista del regime fascista avvenne nel 1938. Un documento fondamentale, che ebbe un ruolo non indifferente nella promulgazione delle cosiddette leggi razziali è il Manifesto degli scienziati razzisti (noto anche come Manifesto della Razza), pubblicato una prima volta in forma anonima sul Giornale d'Italia il 15 luglio 1938 con il titolo Il Fascismo e i problemi della razza, e poi ripubblicato sul numero uno della rivista La difesa della razza il 5 agosto 1938 firmato da 10 scienziati. Tra le successive adesioni al manifesto pubblicate con risalto sulla stampa fascista spiccano quelle di personaggi illustri – o destinati a diventare tali.
Al Regio decreto legge del 5 settembre 1938 – che fissava «Provvedimenti per la difesa della razza nella scuola fascista» – e a quello del 7 settembre – che fissava «Provvedimenti nei confronti degli ebrei stranieri» – fa seguito (6 ottobre) una «dichiarazione sulla razza» emessa dal Gran Consiglio del Fascismo. Tale dichiarazione viene successivamente adottata dallo Stato sempre con un Regio decreto legge che porta la data del 17 novembre dello stesso anno. Sono dunque molti i decreti che, tra l'estate e l'autunno del 1938, sono firmati da Benito Mussolini in qualità di capo del Governo e poi promulgati da Vittorio Emanuele III, tutti tendenti a legittimare una visione razzista della cosiddetta questione ebraica. L'insieme di questi decreti e dei documenti sopra citati costituisce appunto l'intero corpus delle leggi razziali.
La legislazione razzista ebbe un impatto immediato e traumatico sulla vita degli ebrei italiani che dai tempi del Risorgimento mai avevano fatto esperienza di discriminazioni ed erano vissuti in libertà ed eguaglianza di diritti con gli altri cittadini italiani.
La legislazione antisemita comprendeva: il divieto di matrimonio tra italiani ed ebrei, il divieto per gli ebrei di avere alle proprie dipendenze domestici di razza ariana, il divieto per tutte le pubbliche amministrazioni e per le società private di carattere pubblicistico – come banche e assicurazioni – di avere alle proprie dipendenze ebrei, il divieto di trasferirsi in Italia a ebrei stranieri, la revoca della cittadinanza italiana concessa a ebrei stranieri in data posteriore al 1919, il divieto di svolgere la professione di notaio e di giornalista e forti limitazioni per tutte le cosiddette professioni intellettuali, il divieto di iscrizione dei ragazzi ebrei – che non fossero convertiti al cattolicesimo e che non vivessero in zone in cui i ragazzi ebrei erano troppo pochi per istituire scuole ebraiche – nelle scuole pubbliche, il divieto per le scuole medie di assumere come libri di testo opere alla cui redazione avesse partecipato in qualche modo un ebreo. Fu inoltre disposta la creazione di scuole – a cura delle comunità ebraiche – specifiche per ragazzi ebrei. Gli insegnanti ebrei avrebbero potuto lavorare solo in quelle scuole.
Alcuni degli scienziati e intellettuali ebrei colpiti dal provvedimento del 5 settembre (riguardante in special modo il mondo della scuola e dell'insegnamento) emigrano negli Stati Uniti. Tra loro ricordiamo: Emilio Segrè, Achille Viterbi (padre di Andrea Viterbi), Bruno Pontecorvo, Bruno Rossi, Ugo Lombroso, Giorgio Levi Della Vida, Mario Castelnuovo-Tedesco, Camillo Artom, Ugo Fano, Roberto Fano, Salvatore Luria, Renzo Nissim, Piero Foà, Luigi Jacchia, Guido Fubini, Massimo Calabresi, Franco Modigliani. Altri troveranno rifugio in Gran Bretagna (Arnaldo Momigliano, Elio Nissim, Uberto Limentani, Guido Pontecorvo); in Palestina (Umberto Cassuto, Giulio Racah); o in Sud America (Carlo Foà, Amedeo Herlitzka, Beppo Levi). Con loro lasceranno l'Italia anche Enrico Fermi e Luigi Bogliolo, le cui mogli erano ebree.
Chi decide di rimanere in Italia è costretto ad abbandonare la cattedra. Tra questi: Tullio Ascarelli, Walter Bigiavi, Mario Camis, Federico Cammeo, Alessandro Della Seta, Donato Donati, Mario Donati, Marco Fanno, Gino Fano, Federigo Enriques, Giuseppe Levi, Benvenuto Terracini, Tullio Levi-Civita, Rodolfo Mondolfo, Adolfo Ravà, Attilio Momigliano, Gino Luzzatto, Donato Ottolenghi, Tullio Terni e Mario Fubini.
Tra le dimissioni illustri da istituzioni scientifiche italiane ci sono quelle di Albert Einstein, allora membro dell'Accademia dei Lincei.

#### La Chiesa e le leggi razziali
Il 28 luglio 1938, papa Pio XI tenne un discorso presso il Collegio Missionario di Propaganda Fide, esprimendo l'opinione che il genere umano "tutto il genere umano, è una sola, grande, universale razza umana (...) Ci si può chiedere come mai l'Italia abbia avuto bisogno di andare a imitare in Germania (...)" e l'Alleanza Israelitica Universale lo ringraziò per tale discorso.
Nel settembre dello stesso anno, in un discorso ai pellegrini belgi, Pio XI proclamò:

«Ascoltate attentamente. Abramo è definito il nostro patriarca, il nostro avo (...). L'antisemitismo è un movimento odioso, con cui noi cristiani non dobbiamo avere nulla a che fare (...). L'antisemitismo è inammissibile. Spiritualmente siamo tutti semiti.»

Il Ministero della cultura popolare fascista allora proibì a tutti i giornali d'Italia, ai periodici e alle riviste, di riprendere dall'Osservatore Romano articoli contro il razzismo e di pubblicare anche altri articoli di propria iniziativa, sia pure contro il razzismo tedesco. Pio XI si adirò moltissimo ed esclamò (testualmente) a padre Tacchi Venturi: "Ma questo è enorme! Ma io mi vergogno... mi vergogno di essere italiano. E lei, Padre, lo dica pure a Mussolini! Io, non come Papa, ma come italiano mi vergogno! Il popolo italiano è diventato un branco di pecore stupide. Io parlerò, non avrò paura. Mi preme il Concordato, ma più mi preme la coscienza. Non avrò paura! Preferisco andare a chiedere l'elemosina. Neppure chiedo a Mussolini che difenda il Vaticano. Anche se la piazza sarà piena di popolo, non avrò paura! Qui sono diventati tutti come tanti Farinacci. Sono veramente amareggiato, come Papa e come italiano!"
Invece La Civiltà Cattolica, organo ufficiale dei Gesuiti, si portava invece nel 1938 su posizioni vicine all'antisemitismo. Commentando il Manifesto degli scienziati razzisti, credendo di rilevare una notevole differenza fra razzismo fascista rispetto al razzismo nazista:

«Chi ha presente le tesi del razzismo tedesco, rileverà la notevole differenza di quelle proposte da questo gruppo di studiosi fascisti italiani. Questo confermerebbe che il fascismo italiano non vuol confondersi col nazismo o razzismo tedesco intrinsecamente ed esplicitamente materialistico e anticristiano.»

Mentre alcuni prelati cattolici cercavano di trovare compromessi col fascismo, molti altri si dichiararono apertamente contro il razzismo. L'arcivescovo di Milano, cardinale Schuster, che aveva sostenuto l'associazione Opus sacerdotale Amici Israël, condannò il razzismo come eresia e un pericolo internazionale (...) non meno del bolscevismo nella sua omelia del 13 novembre 1938 presso il Duomo di Milano.

### La seconda guerra mondiale (I): l'Italia alleata della Germania nazista (1940-1943)
La prima conseguenza dell'entrata in guerra dell'Italia nel giugno 1940 al fianco della Germania nazista fu l'istituzione di una fitta rete di campi di internamento riservati in primo luogo ai profughi ebrei stranieri, ma anche a quegli ebrei italiani ritenuti "pericolosi" perché antifascisti. Per la prima volta si verificarono anche episodi di violenza antebraica, che a Trieste e Ferrara sfociarono nel saccheggio delle locali sinagoghe. La maggior parte dei campi di internamento (e tra loro i più grandi, quelli di Campagna, vicino a Salerno e di Ferramonti di Tarsia in Calabria) furono situati nel Sud Italia, un elemento questo che nel seguito della guerra si mostrerà decisivo per la salvezza degli internati. La vita nei campi fu difficile, ma il modello adottato fu piuttosto quello dei campi di confino; agli internati era concessa una certa libertà di movimento e autonomia organizzativa, e la possibilità di ricevere aiuti e assistenza dall'esterno.
Da parte ebraica si rispose con l'istituzione della DELASEM (Delegazione per l'Assistenza degli Emigranti Ebrei), una società di assistenza per i profughi creata dall'Unione delle comunità israelitiche in Italia il 1º dicembre 1939. Durante tutto il primo periodo bellico fino all'8 settembre del 1943 la DELASEM poté svolgere legalmente un'opera fondamentale nell'assistenza dei profughi ebrei, rendendo meno dure le condizioni di vita nei campi, favorendo l'emigrazione di migliaia di internati e quindi sottraendoli di fatto allo sterminio. Le rete di rapporti stabiliti dalla DELASEM, specialmente con vescovi e ambienti cattolici, sarà decisiva per la continuazione delle sue attività in una condizione di clandestinità dopo l'8 settembre 1943.
Per tutto il primo periodo bellico il regime fascista e l'esercito italiano si attennero alle politiche discriminatorie messe in atto con le leggi razziali, le quali non contemplavano lo sterminio fisico degli ebrei sotto giurisdizione italiana o la loro consegna all'alleato tedesco, favorendo piuttosto soluzioni alternative quali l'emigrazione in paesi neutrali. Così nel 1942 il comandante militare italiano in Croazia si rifiutò di consegnare gli ebrei della sua zona ai nazisti. Nel gennaio del 1943 gli italiani rifiutarono di collaborare con i nazisti nel rastrellare gli ebrei che vivevano nella zona occupata della Francia sotto il loro controllo, e nel marzo impedirono ai nazisti di deportare gli ebrei dalla loro zona. Il Ministro degli Esteri tedesco Joachim von Ribbentrop presentò un esposto a Benito Mussolini protestando che "i circoli militari italiani ... mancano di una corretta comprensione della questione ebraica".

### La seconda guerra mondiale (II): l'occupazione tedesca e la Repubblica Sociale Italiana (1943-1945)

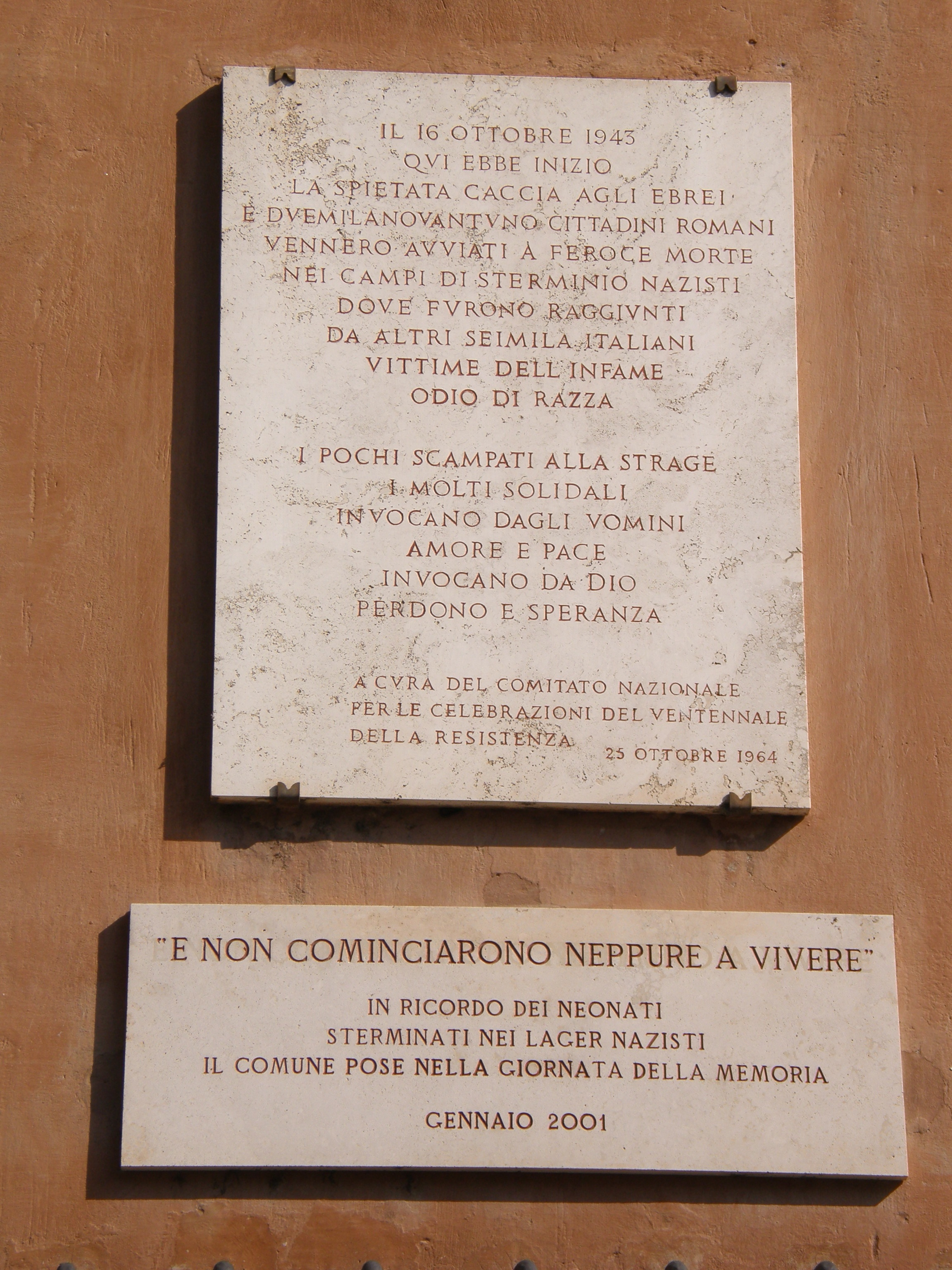
Memoriale dell'Olocausto nel ghetto di Roma

Con l'occupazione tedesca successiva all'armistizio siglato dall'Italia nel settembre 1943 e con la costituzione della Repubblica Sociale Italiana si mette in moto anche in Italia la macchina di morte dell'Olocausto, con l'intento di applicare la "soluzione finale" all'intera popolazione ebraica in Italia. Le truppe tedesche già presenti in Italia si ritirano sulla Linea Gustav tra Roma e Napoli all'altezza di Cassino, abbandonando il meridione d'Italia ritenuto indifendibile dopo lo sbarco in Sicilia degli Alleati. Ciò significò la quasi immediata liberazione per tutti gli ebrei presenti nei maggiori campi di internamento nel Sud Italia. A Ferramonti di Tarsia e a Campagna, con l'aiuto della popolazione locale, gli internati si dispersero nelle campagne circostanti al passaggio delle truppe tedesche in ritirata e poterono così festeggiare la liberazione all'arrivo degli Alleati.
Per gli ebrei del centro-nord (per quelli internati nei campi ma ora anche per gli ebrei italiani, nella quasi totalità residenti nelle zone di occupazione tedesca), la situazione si fece drammatica. Non mancarono gli eccidi e le stragi in loco: sul Lago Maggiore, a Meina, a Ferrara, per culminare a Roma il 24 marzo del 1944 con l'Eccidio delle Fosse Ardeatine, dove 75 delle 335 vittime furono ebrei. Ma la persecuzione si realizza in primo luogo attraverso l'arresto e la deportazione degli ebrei verso i campi di sterminio dell'Europa centrale. A tale opera si dedicano le truppe di occupazione tedesca che nell'ottobre del 1943 fecero irruzione nel ghetto ebraico di Roma e nel novembre 1943 deportarono gli ebrei di Genova, Firenze e Borgo San Dalmazzo. A partire dal 30 novembre 1943, anche le autorità di polizia e le milizie della Repubblica Sociale Italiana furono impegnate in prima persona e in modo sistematico nelle deportazioni. Ai tedeschi venne lasciata la gestione dei trasporti ferroviari, mentre ai repubblichini furono affidate le operazioni di polizia per la ricerca e la cattura dei fuggitivi. Dai campi di internamento si passò ad un sistema integrato di campi di concentramento e transito, finalizzato all'organizzazione di trasporti ferroviari verso i campi di sterminio, in primo luogo Auschwitz. Il Campo di transito di Fossoli e quello Bolzano diventarono i perni in Italia delle deportazioni, mentre la Risiera di San Sabba fungeva da principale luogo di raccolta per gli ebrei del Friuli e della Croazia.
Gli ebrei d'altro lato furono aiutati da una vasta rete di solidarietà. La DELASEM poté proseguire la sua opera nella clandestinità forte del supporto decisivo di non ebrei (in primo luogo il vescovo di Genova Card. Pietro Boetto), che ne tennero in vita le centrali operative a Genova e Roma. Privati cittadini, ma anche istituti religiosi, orfanotrofi, parrocchie aprirono le loro porte ai fuggitivi. La geografia dei luoghi di rifugio offre una mappa impressionante delle dimensioni del fenomeno, che interessò praticamente tutto il territorio italiano, da Milano, Torino, Firenze, Genova, fino a Roma. Tra gli episodi più significativi sono l'aiuto offerto su vasta scala dai conventi romani agli ebrei della capitale, il salvataggio dei ragazzi di Villa Emma a Nonantola, che tra il 6 e il 17 ottobre 1943 furono portati in salvo in Svizzera, e la salvezza degli ebrei rifugiatisi ad Assisi sotto la protezione della Assisi Underground guidata da don Aldo Brunacci e dal vescovo Giuseppe Placido Nicolini. Questi e altri episodi sono stati oggetto di pubblicazioni, film e documentari. Sono oltre 500 gli italiani non-ebrei riconosciuti dall'Istituto Yad Vashem di Israele come Giusti tra le nazioni per il loro ruolo in aiuto degli ebrei; fra di essi vi sono vescovi, sacerdoti, suore, pastori protestanti e semplici cittadini. Si stima che circa 7.500 ebrei italiani furono vittime dell'Olocausto (su 58.412 cittadini italiani di "razza ebraica o parzialmente ebraica" censiti nel 1938); il 13% degli ebrei italiani non sopravvisse alla guerra.
Nell'immediato dopoguerra, l'Italia anche per la sua posizione geografica diverra' uno dei terminali più importanti dell'emigrazione che spinge migliaia di ebrei sopravvissuti all'Olocausto dall'Europa centrale in Palestina, allora ancora sotto mandato inglese. In Italia sorgono numerosi campi di transito per i rifugiati ebrei, tra i quali i più importanti sono quelli di Sciesopoli nel bergamasco (dove trovano accoglienza i bambini di Selvino, piccoli orfani dell'Olocausto) e il Campo profughi ebrei di Santa Maria al Bagno in Puglia.
Alcune delle persone coinvolte negli eccidi fu condannata nel dopoguerra. Il generale Kurt Malzer, il comandante nazista a Roma che ordinò l'eccidio delle Fosse Ardeatine, morì in prigione nel 1952. L'austriaco Ludwig Koch, capo della Gestapo e della polizia fascista italiana di Roma, fu condannato a 3 anni di carcere dopo la guerra.

### Il dopoguerra
Nel dopoguerra, il numero degli ebrei residenti in Italia risulta diminuito notevolmente non solo in conseguenza delle deportazioni e dell'antisemitismo della seconda guerra mondiale ma anche in seguito all'emigrazione (specialmente verso le Americhe ed Israele) e all'assimilazione. Pur tra le molte difficoltà la vita ebraica in Italia continua. Le Comunità ebraiche italiane si riorganizzano, grazie anche all'aiuto dei correligionari americani: sono ricostruite quelle sinagoghe devastate dai fascisti o distrutte dai bombardamenti (come è il caso della Sinagoga di Livorno); all'esterno delle sinagoghe o nei cimiteri ebraici sono poste le lapidi col triste elenco delle vittime della deportazione. Sono aperte nuove scuole ebraiche, con alcune notevolmente ingrandite (per es. Roma e Milano). La gioventù ebraica riceve una preparazione più approfondita di quella avuta dalla generazione passata, e nelle scuole ebraiche ora si studia anche l'ebraico moderno.
Personalità di origine ebraica emergono come figure di primo piano nella cultura italiana del dopoguerra. Tra di loro ci sono scrittori come Giorgio Bassani, Natalia Ginzburg, Primo Levi, Alberto Moravia e Elsa Morante, attori come Arnoldo Foà, Vittorio Gassman e Franca Valeri e intellettuali come Umberto Terracini, Vittorio Foa, Carlo Levi, Giacomo Debenedetti, Leo Valiani, e Bruno Zevi. Altri ebrei italiani trovano fama e riconoscimento internazionali, a cominciare dai premi Nobel Emilio Segrè (1959), Salvatore Luria (1969), Franco Modigliani (1985) e Rita Levi-Montalcini (1986). Dal punto di vista religioso si distingue tra tutti in Italia la figura di Elio Toaff, rabbino-capo di Roma dal 1953 al 2002.
A partire dall'elezione di papa Giovanni XXIII nel 1958 le relazioni ebraico-cristiane subiscono un deciso miglioramento. Le azioni di solidarietà maturate negli anni delle persecuzioni attorno all'esperienza della DELASEM avevano già avviato a livello di base anche in Italia le prime iniziative di dialogo ebraico-cristiano, ma a livello ufficiale non erano cessati i contrasti con papa Pio XII, per la sua condotta durante la guerra e per il modo in cui il Vaticano aveva gestito nell'immediato dopoguerra la conversione del rabbino capo di Roma Eugenio Zolli. La pubblicazione del documento Nostra aetate nel 1965 al termine del Concilio Vaticano II con la sua decisa condanna dell'antisemitismo apre adesso una fase nuova nelle relazioni ebraico-cristiane.
Cresce anche l'interesse pubblico per la conoscenza e le preservazione della cultura ebraica. Nel 1979 nasce l'Associazione italiana per lo studio del giudaismo, che raccoglie gli studiosi e i ricercatori universitari sulla materia. Nel 1980 viene fondata a Firenze la casa editrice La Giuntina, specializzata nella pubblicazione di opere (italiane e straniere) di cultura ebraica.
Nel 1982 gli ebrei italiani subiscono un grave attentato alla Sinagoga di Roma ad opera del terrorismo palestinese, nel quale muore un bambino di 2 anni e 37 sono i feriti.
Nel 1983 Tullia Zevi viene eletta presidente dell'Unione delle Comunità Ebraiche Italiane; rimarrà in carica fino al 1998.
Il 13 aprile 1986 il processo di riconciliazione tra la Chiesa cattolica e la comunità ebraica italiana conosce un'altra tappa fondamentale con la visita di papa Giovanni Paolo II al Tempio Maggiore di Roma, accolto dal rabbino capo Elio Toaff. È la prima volta nella storia che un papa entra in una sinagoga. Sull'onda delle emozioni suscitate dall'evento, grande impatto ha anche la successiva pubblicazione dell'autobiografia di Elio Toaff, Perfidi giudei, fratelli maggiori (Milano: Mondadori, 1987).
Il 27 febbraio 1987 Tullia Zevi, presidente dell'Unione delle Comunità Ebraiche Italiane, e l'allora Presidente del Consiglio Bettino Craxi firmano l'Intesa prevista dall'art. 8 della Costituzione Italiana, ma mai attuata, che regola i rapporti tra lo Stato Italiano e gli ebrei italiani.
Nei primi anni '90, si riaccende l'interesse nell'opinione pubblica internazionale per le vicende dell'Olocausto, anche grazie al film di Steven Spielberg, Schindler's List - La lista di Schindler e al personale impegno assunto dal regista di raccolta delle memorie dei perseguitati. Anche in Italia si pubblicano diversi racconti autobiografici di ex-deportati, ma il vero punto di svolta è dato nel 1997 dal film di Roberto Benigni, La vita è bella, segnato da un incredibile successo popolare e premiato nel 1999 con tre Oscar.

## XXI secolo
Nel 2007 le comunità ebraiche italiane contano 27-29.000 iscritti ufficiali su un totale di circa 45-46.000 persone di religione ebraica che vivono in Italia.
Il rinnovato interesse per l'ebraismo in Italia ruota attorno a due ricorrenze annuali: il Giorno della Memoria, istituito nel 2000, che il 27 gennaio di ogni anno commemora l'Olocausto, e la Giornata europea della cultura ebraica che ogni settembre offre una serie di appuntamenti culturali e apre ai visitatori i luoghi storici dell'ebraismo italiano.
Il 10 aprile 2010, papa Benedetto XVI visita la sinagoga di Roma. Questa volta ad accoglierlo è il rabbino-capo di Roma Riccardo Di Segni. All'incontro è presente anche il rabbino Elio Toaff che 24 anni prima si era reso protagonista con Giovanni Paolo II della prima visita papale alla sinagoga di Roma.
Il 16 ottobre 2013 si svolgono le celebrazioni per il 70º anniversario del rastrellamento del ghetto di Roma con la presenza alla sinagoga di Roma del Presidente Giorgio Napolitano e delle massime cariche istituzionali dello Stato italiano.
Papa Francesco sceglie il 17 gennaio (giornata dedicata dalla Conferenza Episcopale Italiana al dialogo ebraico-cristiano) per la sua visita nel 2016 alla sinagoga di Roma. Ad accoglierlo è, come nel caso del suo più immediato predecessore, il rabbino-capo di Roma Riccardo Di Segni; Elio Toaff è venuto a mancare nel 2015.